# 중국의 자동차 산업

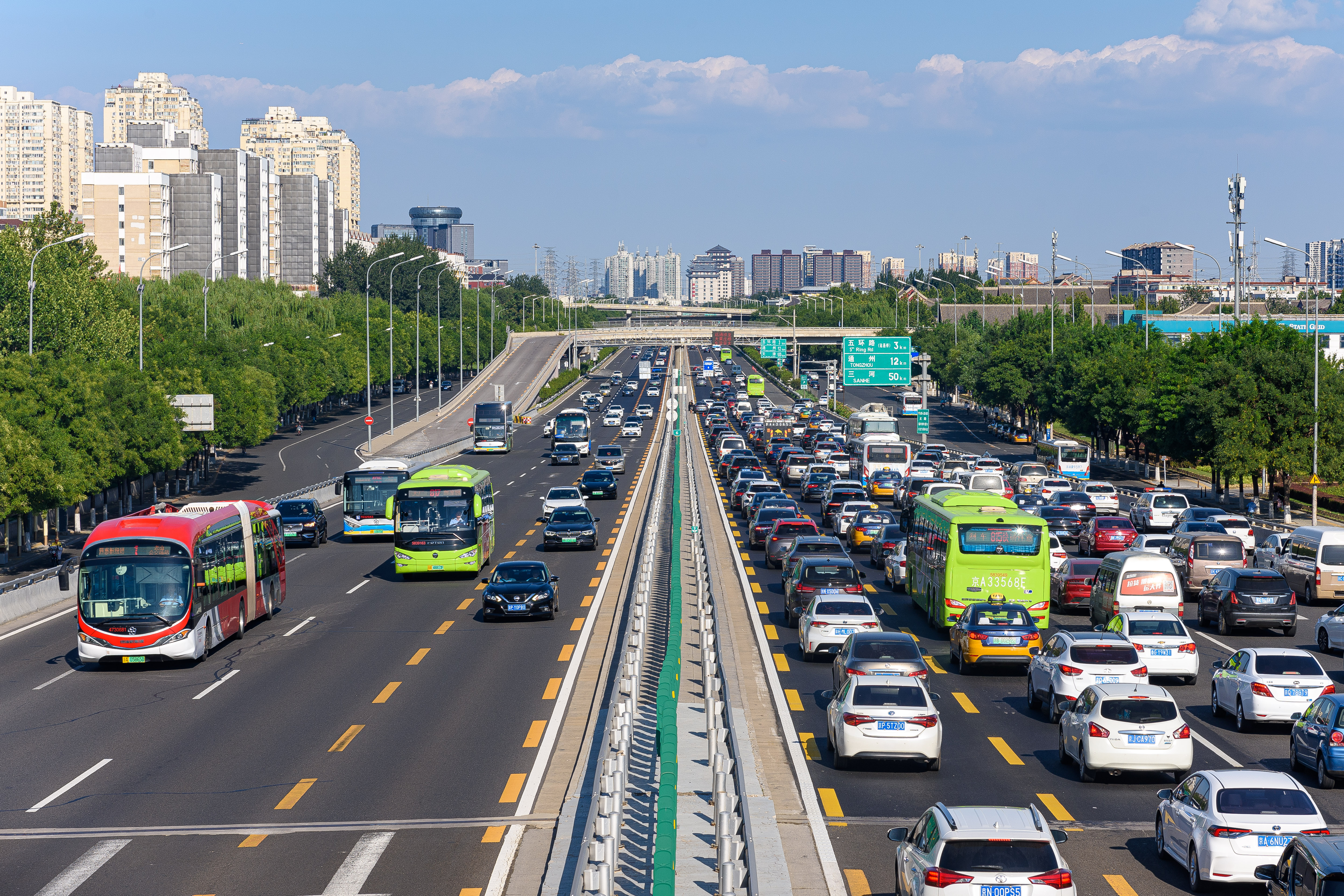
베이징시의 고속도로 차량 통행

중국 본토의 자동차 산업은 2008년부터 자동차 생산량 기준 세계 최대였다. 2024년 기준, 중국 대륙은 판매 및 소유 면에서 세계 최대 자동차 시장이기도 하다.
중국 자동차 산업은 수년간 상당한 발전과 변화를 겪었다. 1949년부터 1980년까지는 문화대혁명 기간 동안 경쟁 제한과 정치적 불안정으로 인해 산업 발전이 더디게 진행되었지만, 1970년대 후반에 시작된 개혁개방 기간, 특히 1986년부터 1990년까지 정부의 제7차 5개년 계획에서 국내 자동차 제조 부문을 우선시하면서 상황이 바뀌기 시작했다.
해외 투자와 합작 투자는 중국에 외국 기술과 자본을 유치하는 데 중요한 역할을 했다. AMC와 폭스바겐은 초기 진출 기업 중 하나로, 중국에서 차량을 생산하기 위한 장기 계약을 체결했다. 이로 인해 자동차 부품의 점진적인 현지화가 이루어졌고, SAIC, FAW, 둥펑, 창안과 같은 주요 현지 기업들이 "빅 4"로 통칭되며 강화되었다.
2001년 중국의 WTO 가입은 자동차 산업의 성장을 더욱 가속화했다. 관세 인하와 경쟁 심화로 자동차 판매가 급증했으며, 2008년에는 중국이 세계 최대 자동차 생산국이 되었다. 중국제조 2025와 같은 전략적 이니셔티브 및 산업 정책은 특히 전기차 제조를 우선시했다.
2020년대 중국 본토의 자동차 산업은 국내 제조업체들의 시장 지배력 상승을 경험했으며, 전기차량 기술 및 첨단 운전자 지원 시스템과 같은 분야에 대한 집중도가 높아졌다. 국내 시장 규모, 기술 및 공급망 또한 외국 자동차 제조업체들이 중국 제조업체들과 추가적인 파트너십을 모색하게 만들었다. 중국 기업들의 빠른 발전으로 인해 중국 자동차 산업은 세계에서 가장 경쟁력 있고 혁신적인 산업 중 하나로 평가된다. 2023년 중국은 일본을 제치고 세계 최대 자동차 수출국이 되었다. 그러나 이 산업은 또한 상당한 정부 보조금과 중국의 산업 과잉 생산 주장에 따라 특히 전기차 분야에서 다른 국가 및 무역 블록으로부터 강화된 조사, 관세 인상 및 기타 제한에 직면했다.

## 역사
중국 최초의 자동차는 1902년 위안스카이가 홍콩에서 구매하여 서태후에게 선물한 것이다. 이 자동차는 나중에 이화원 박물관에 전시되었다. 20세기 초반에는 포드, GM, 그리고 메르세데스-벤츠와 같은 주요 서구 자동차 제조업체들이 상하이에서 공장을 운영하고 있었다.
그러나 중일 전쟁은 중국 자동차 산업의 발전을 방해했다. 상하이가 폭격을 당하고 공격을 받자 창안 자동차 공장이 충칭으로 이전한 것에서 알 수 있다. 1949년 중화인민공화국이 수립된 후, 1950년대 소련의 도움으로 중국에 공장과 라이선스 자동차 디자인이 설립되면서 자동차 부문이 시작되었다. 그러나 중화인민공화국 건국 후 첫 30년 동안 중국 자동차 산업은 연간 10만~20만 대의 자동차 생산량을 넘어서지 못했다.
중국의 연간 자동차 생산 능력은 1992년에 처음으로 100만 대를 넘어섰다. 2000년에는 중국이 200만 대 이상의 차량을 생산했다. 2001년 중국의 WTO 가입 이후 자동차 시장의 발전은 더욱 가속화되었다. 2002년부터 2007년까지 중국의 국내 자동차 시장은 연평균 21%, 즉 매년 100만 대씩 성장했다. 2009년 중국은 1,379만 대의 자동차를 생산했으며, 이 중 800만 대는 승용차였고 341만 대는 상용차였다. 이로써 미국을 제치고 생산량 기준 세계 최대 자동차 생산국이 되었다. 2010년에는 판매량과 생산량 모두 1,800만 대를 넘어섰으며, 1,376만 대의 승용차가 인도되어 각각 역사상 어떤 국가보다도 많았다. 2017년 중국의 총 차량 생산량은 2,887만 9천 대에 달했으며, 이는 전 세계 자동차 생산량의 30.19%를 차지했다. 2023년 상반기 중국은 일본을 제치고 세계 최대 자동차 수출국이 되었으며, 234만 대를 수출하여 일본의 202만 대를 넘어섰다.
2024년 기준, 중국은 자동차 판매량과 소유량 모두에서 세계 최대 시장이다.(p. 105)

### 초기 산업화 (1928–1949)
중국에서 처음으로 제작된 모터 비클은 민생 75 트럭(民生牌75)이었다. 이 트럭은 대니얼 F. 마이어스가 설계했으며, 선양의 랴오닝 참호 박격포 병기창에서 시제품이 제작되었다. 시제품은 1931년 5월 31일 장쉐량을 위해 완성되었다. 생산이 시작되기 전, 공장은 일본의 만주 침공 중에 폭격을 받아 생산이 시작되지 못했다. 동료 장군인 양후청은 탄(炭)을 연료로 사용하는 새로운 형태의 자동차 엔진을 만들도록 발명가 탕 중밍을 후원했다. 1932년 탕은 상하이에 충밍 기계 회사(Chung Ming Machinery Co. Ltd.)를 설립하여 엔진을 생산했다. 탄을 연료로 하는 차량은 연료 부족으로 인해 주로 중일 전쟁 중에 사용되었다. 동유는 전쟁 중 석유 대체제로 사용되기도 했다. 중국의 자동차 수는 꾸준히 증가하여 1937년에는 약 7만 대에 육박했다. 그러나 전쟁으로 인해 1940년에는 자동차 보유량이 1만 6천 대로 급감하여 1937년의 23.8%에 불과했다. 자동차 보유량이 전쟁 이전 수준으로 회복된 것은 1947년이었다.

### 중화인민공화국 수립 이후 (1949–1980)

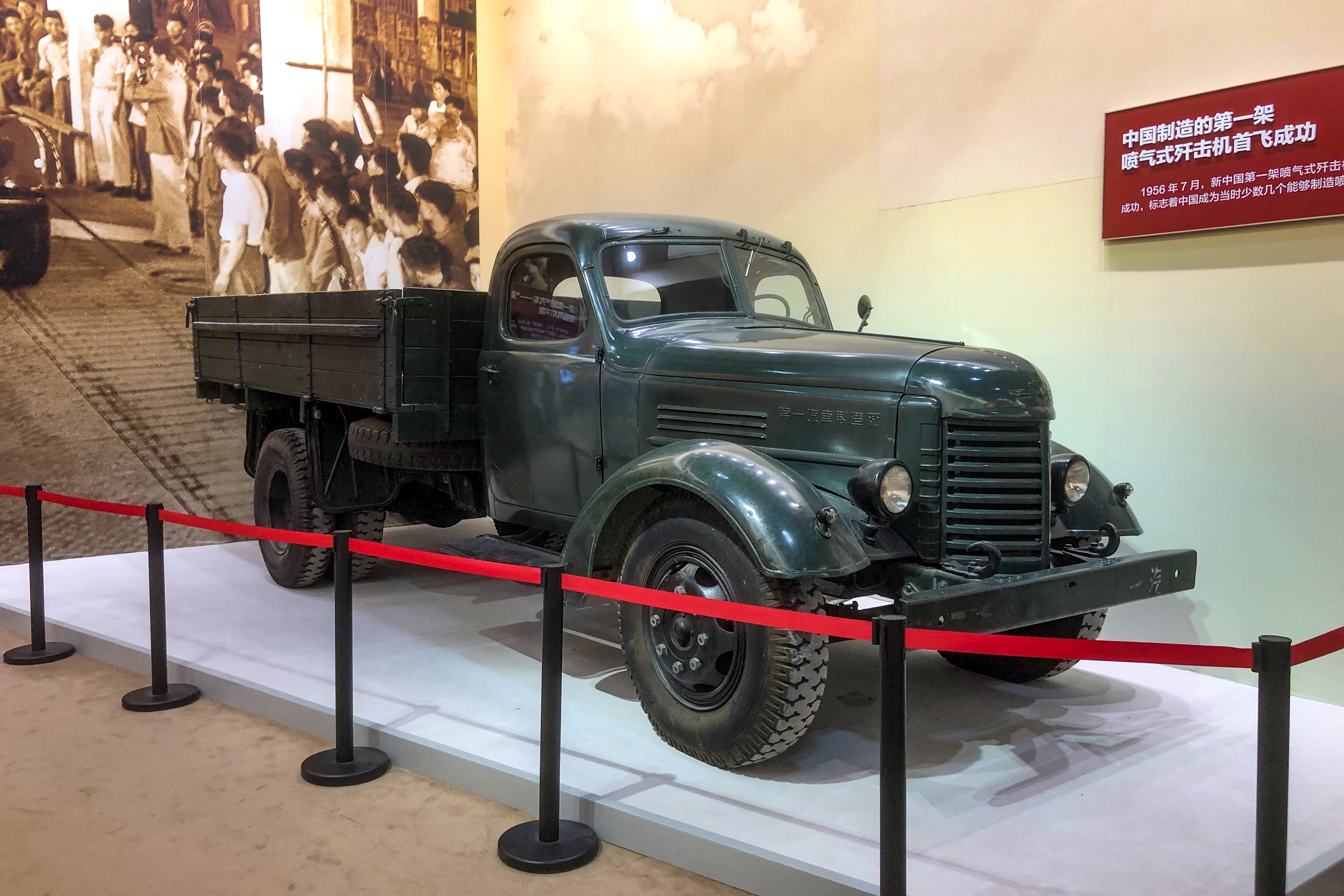
1956년 제일자동차공장에서 제작된 중국 최초의 양산 차량 지에팡 CA-10

중화인민공화국 혁명 이후 중국 자동차 산업의 발전은 자유 시장 경쟁의 부재와 문화대혁명의 혼란으로 인해 상대적으로 더뎠다. 1950년대 소련의 도움으로 어느 정도 발전이 있었던 것을 제외하면, 중국 자동차 산업은 덩샤오핑의 개혁개방 시기까지 폐쇄적이고 뒤처져 있었다. 대부분의 국내 생산 차량은 주로 군부대나 산업 부서에서 사용하는 지에팡 트럭과 제한된 수의 정부 관료들이 사용하는 훙치 세단이었다. 이 시기 중국에는 개인 차량이라는 개념이 아직 등장하지 않았다.

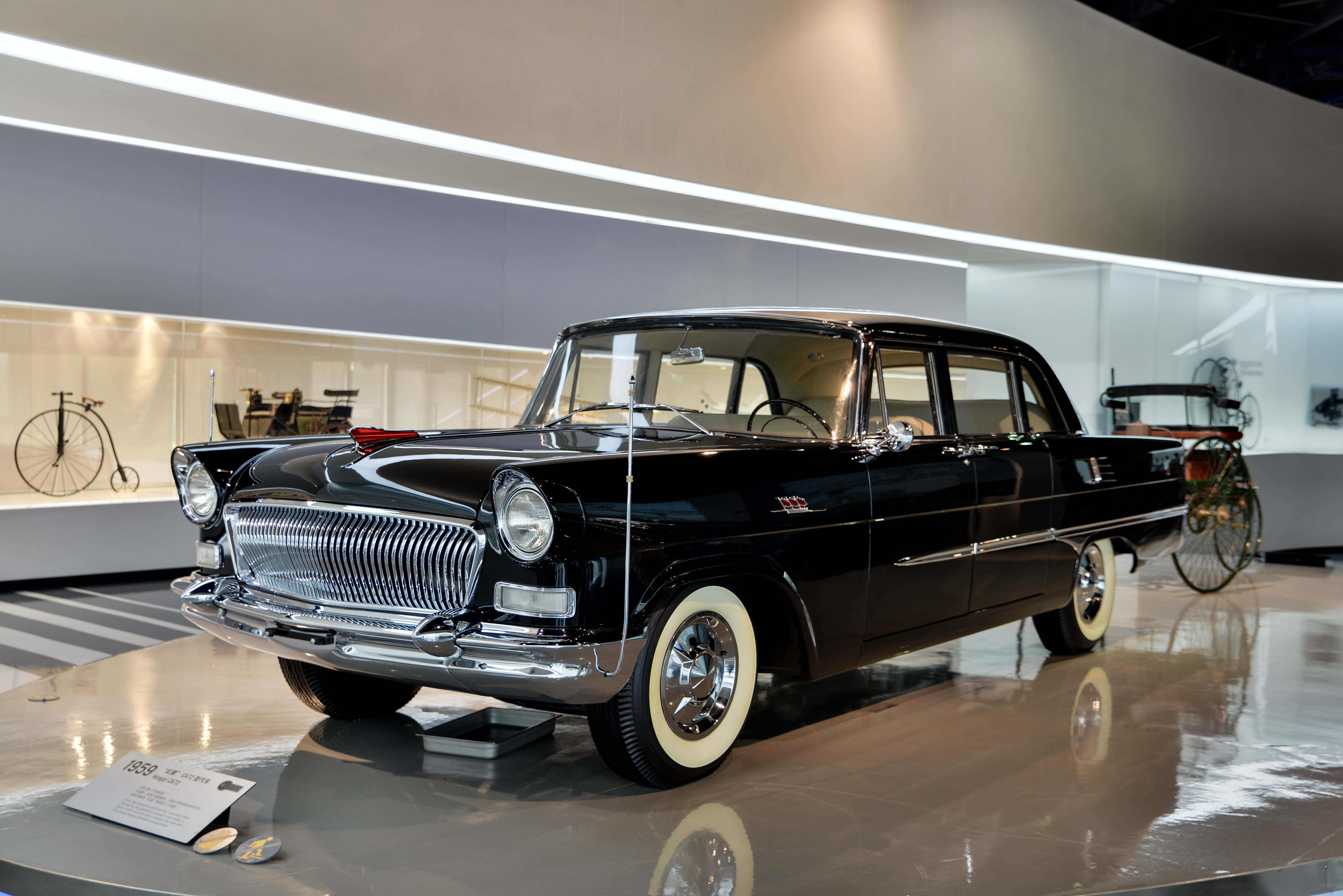
훙치 CA72 (1959)

1950년대와 1960년대에 여러 차량 조립 공장이 설립되었다. 이들 공장으로는 베이징 (오늘날의 베이징 자동차 공업 지주 공사 ), 상하이 (오늘날의 상하이 자동차 산업 공사 ), 난징 (나중에 난징 자동차, SAIC와 합병), 그리고 지난 ( 차이나 내셔널 헤비 듀티 트럭 그룹으로 발전) 등이 있었다. 제2자동차공장 (나중에 둥펑 자동차)은 1968년에 설립되었다.

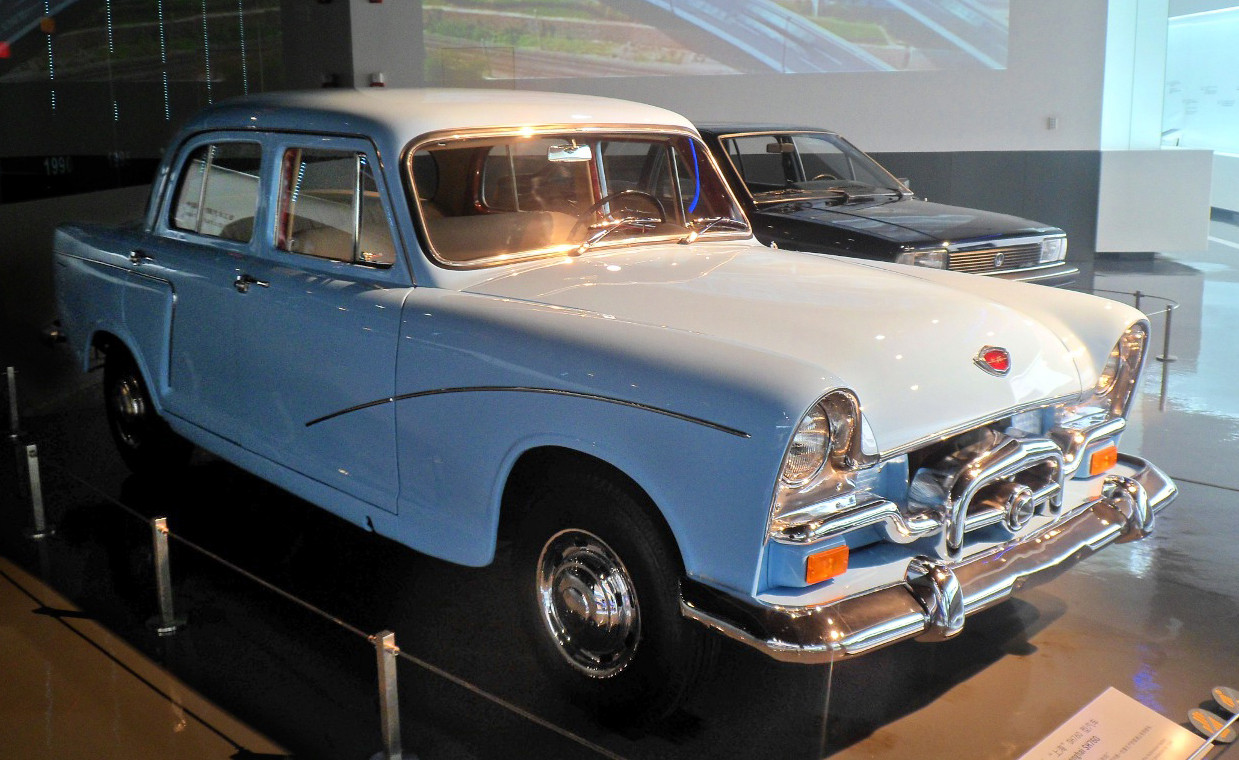
상하이 SH760

중국 최초의 생산 차량은 1956년 제일자동차공장에서 제작한 트럭으로, 지에팡 CA-10이라고 불렸다. 이어서 1958년 3월 10일, 러시아 GAZ-51을 기반으로 한 2.5톤 경량 트럭(NJ130)이 난징에서 생산되었다. 이 트럭은 중국 제1산업기계부에서 웨진(躍進, "도약"이라는 뜻)으로 명명했다.
1958년 6월, 이전에 중국 인민해방군의 차량 정비 부대였던 난징 자동차는 중국 최초의 국내 생산 경량 트럭을 만들기 시작했다. 생산은 1987년 7월 9일 마지막 트럭(NJ134)이 조립 라인에서 출고될 때까지 계속되었다. 누적 생산량은 161,988대(NJ130, NJ230, NJ135, NJ134 모델 포함)였다. 최초의 양산 자동차는 1958년에 모두 출시된 둥펑 CA71, 훙치 CA72, 펑황(나중에 상하이 SH760으로 알려짐)이었다.
창안 자동차는 1862년 이홍장이 군수품 공장인 상하이 외국 총국을 설립했을 때로 거슬러 올라간다. 이 공장이 자동차 제조업체가 된 것은 1959년 창장 46형 지프를 제조하기 위해 용도가 변경되면서였다.

### 경제 개혁 (1980–2000)

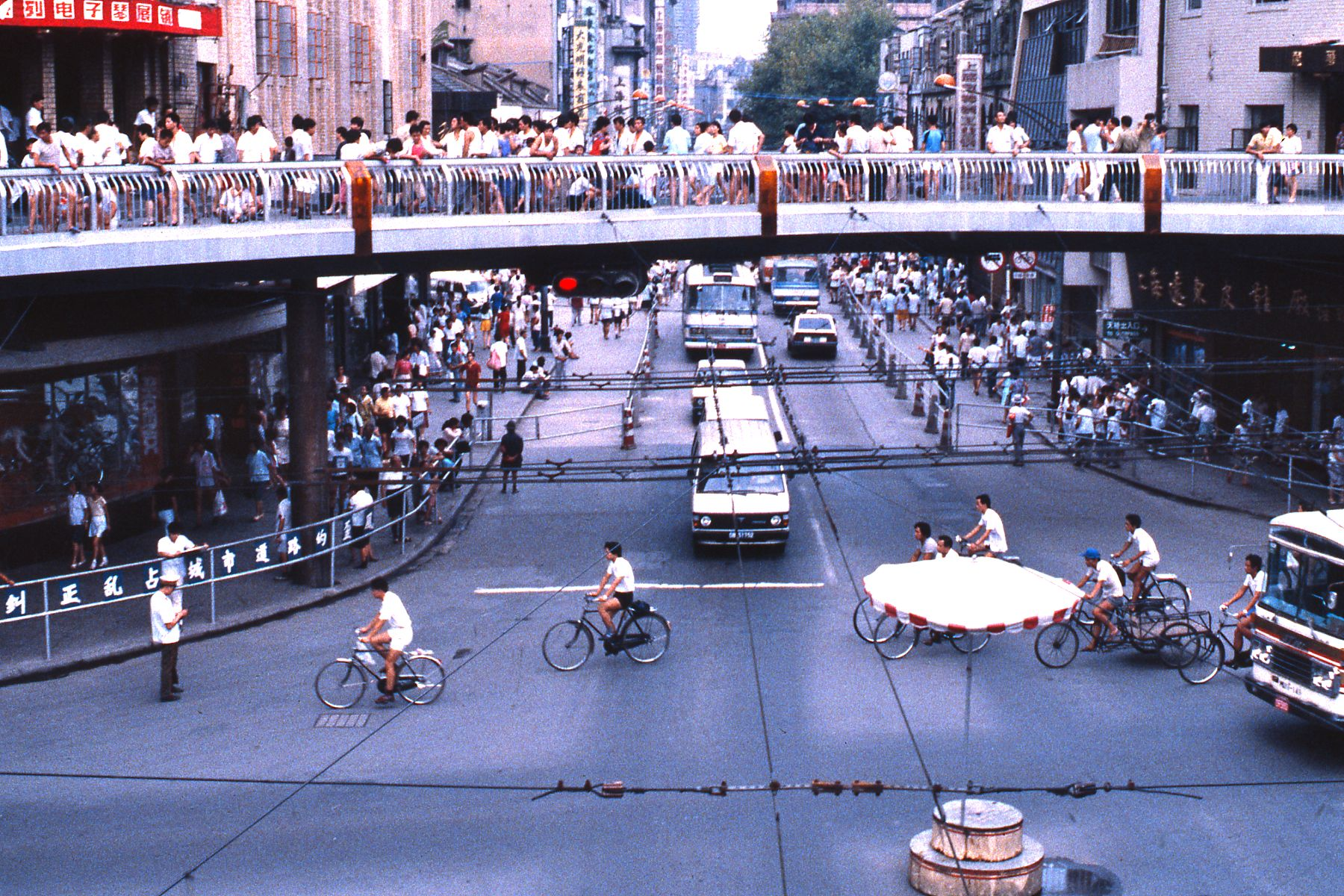
1987년 중국의 한 교차로, 자전거와 비개인용 자동차(버스 및 택시)가 대부분을 차지한다.

중화인민공화국 건국 후 첫 30년 동안 승용차 산업은 차량 생산의 작은 부분을 차지했다. 1985년까지도 전국적으로 총 5,200대의 자동차만이 생산되었다. 자동차는 거의 전적으로 '단위'(danwei, 작업 단위 )에서 구매했으며, 당시에는 선 꾸이잉 이야기에도 불구하고 개인 자동차 소유는 거의 알려지지 않았다.

#### 외국 자동차의 영향
국내 생산이 매우 제한적이었기 때문에, 외국 차량에 대한 260%의 수입 관세에도 불구하고 수입 총액은 극적으로 증가했다. 1984년 이전에는 중국으로 자동차를 가장 많이 수출하는 국가가 소련이었다. 1984년 일본의 중국 자동차 수출은 7배(10,800대에서 85,000대) 증가했으며, 1985년 중반까지 중국은 미국에 이어 일본의 두 번째로 큰 수출 시장이 되었다. 이 나라는 1985년에만 약 30억 달러를 들여 35만 대 이상의 차량(자동차 10만 6천 대, 트럭 11만 1천 대 포함)을 수입했다. 특히 세 개의 택시 회사는 토요타 크라운과 닛산 블루버드와 같은 많은 일본 자동차를 수입했다.
이러한 지출 증가가 심각한 무역 적자로 이어지기 시작하자, 중국 지도부는 수입 및 외환 정책 조정을 통해 제동을 걸었다. 1985년 3월에 수입품에 대한 관세가 인상되었고, 얼마 후 새로운 "규제세"가 추가되었다. 1985년 9월에는 거의 모든 차량 수입에 대해 2년 간의 모라토리엄이 부과되었다.

#### 합작 투자
1979년 7월, 중국은 중국-외국인 투자 합작 기업법을 처음으로 채택했다. 이 법은 미국과 같은 선진국으로부터 외국 기술과 자본을 유치하고 흡수하는 데 효과적이었으며, 이러한 국가들로의 중국 수출을 촉진하여 중국의 후속적인 급속한 경제 성장에 기여했다.

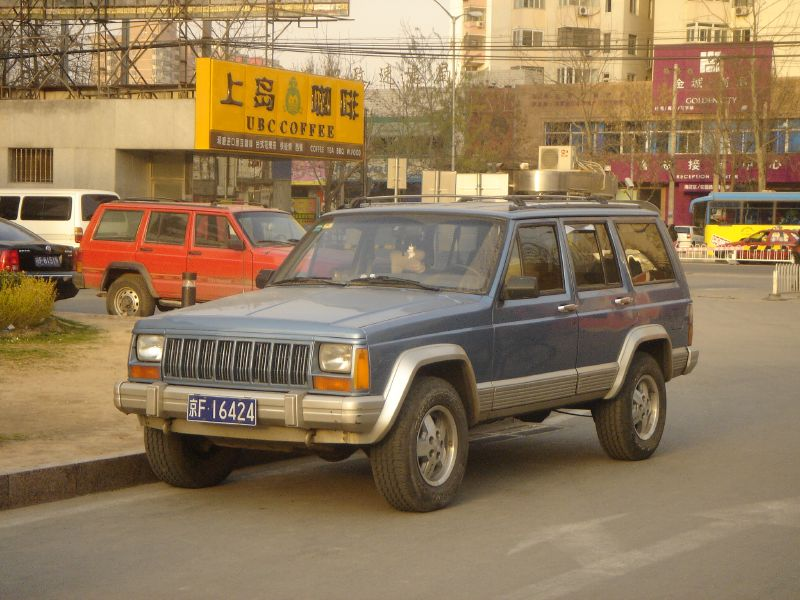
중국 최초의 합작 투자 회사인 베이징 지프가 생산한 지프 체로키.

수입을 제한하면서 중국은 기존의 다양한 승용차 생산 합작 계약을 늘리고 새로운 계약을 추가하여 국내 생산을 늘리려고도 노력했다. 1983년, 아메리칸 모터스 코퍼레이션 (AMC, 나중에 크라이슬러 코퍼레이션에 인수됨)은 베이징에서 지프 모델 차량을 생산하기 위해 20년 계약을 체결했다. 이듬해 독일의 폭스바겐은 상하이에서 승용차를 생산하기 위해 25년 계약을 체결했으며, 프랑스의 푸조는 번창하는 남부 도시 광저우에서 또 다른 승용차 프로젝트를 수행하기로 합의했다. 이러한 초기 합작 투자에서는 넉다운 키트 조립이 제조 활동의 대부분을 차지했기 때문에 중국이 외국 기술을 많이 빌릴 수 없었다. 장비는 국경을 넘을 수 없었을 수도 있다.
1990년대 후반까지 중국에는 상하이 폭스바겐, FAW-폭스바겐, 베이징 지프, 광저우 푸조, 둥펑 시트로엥, 창안 스즈키, 창허, 그리고 사우이스트를 포함한 8개의 승용차 생산 합작 기업이 있었다.

#### 제7차 5개년 계획 및 공급망 현지화 노력

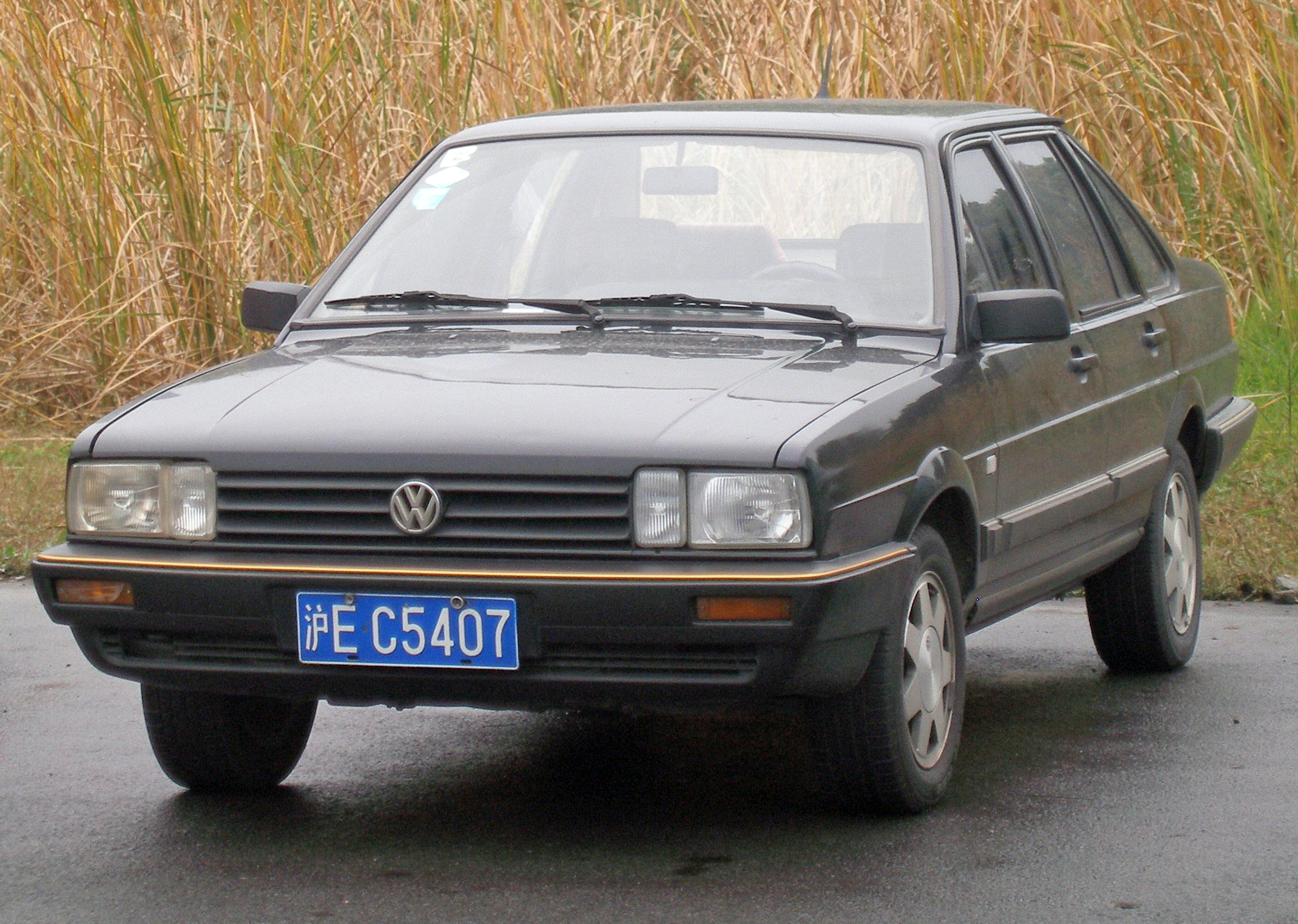
상하이 폭스바겐이 제작한 폭스바겐 산타나, 한때 1990년대부터 2010년대까지 가장 인기 있는 패밀리 세단이었다.

1986년 4월, 중국 정부의 제7차 5개년 계획은 자동차 제조를 "주력 산업"으로 인정했다. 중국 자동차 산업은 점차 수작업 공장 모델에서 벗어나 서구의 선진 기술과 품질 관리 시스템을 채택했다. 10년 동안 중국 자동차 부품의 현지화율은 크게 증가했다. 1997년에는 당시 중국에서 가장 인기 있는 세단 중 하나였던 SAIC-VW 산타나의 현지화율이 6년 전 60.09%에서 90% 이상으로 뛰어올랐으며, 차체, 엔진, 변속기, 앞뒤 차축 조립품과 같은 핵심 부품도 모두 현지화되었다. FAW-VW 아우디 100의 현지화율은 93%에 달했고, 제타는 84.02%를 달성했다. FAW의 시트로엥 푸캉의 현지화율은 80%를 넘어섰다. 완전한 차량의 현지화율 개선은 산업 사슬 내 보완 기업들의 역량 강화 덕분에 가능했다. 이 시기에는 유차이 기계 공장의 디젤 엔진과 푸야오의 자동차 유리 등이 등장하기 시작했다.
1994년부터 여러 기업이 자동차 산업에 진출했다. 일부는 국방 산업에서 시작되었는데, 창안, 창허, 그리고 하페이가 그러하다. 일부는 국영 기업에서 발전했는데, BYD, 화천, 체리, 그리고 장펑 모터가 그러하다. 그 외에는 지리 자동차와 만리장성 자동차와 같은 민간 기업도 있다.

### 성장과 확장 (2000–2020)

#### 세계무역기구 가입

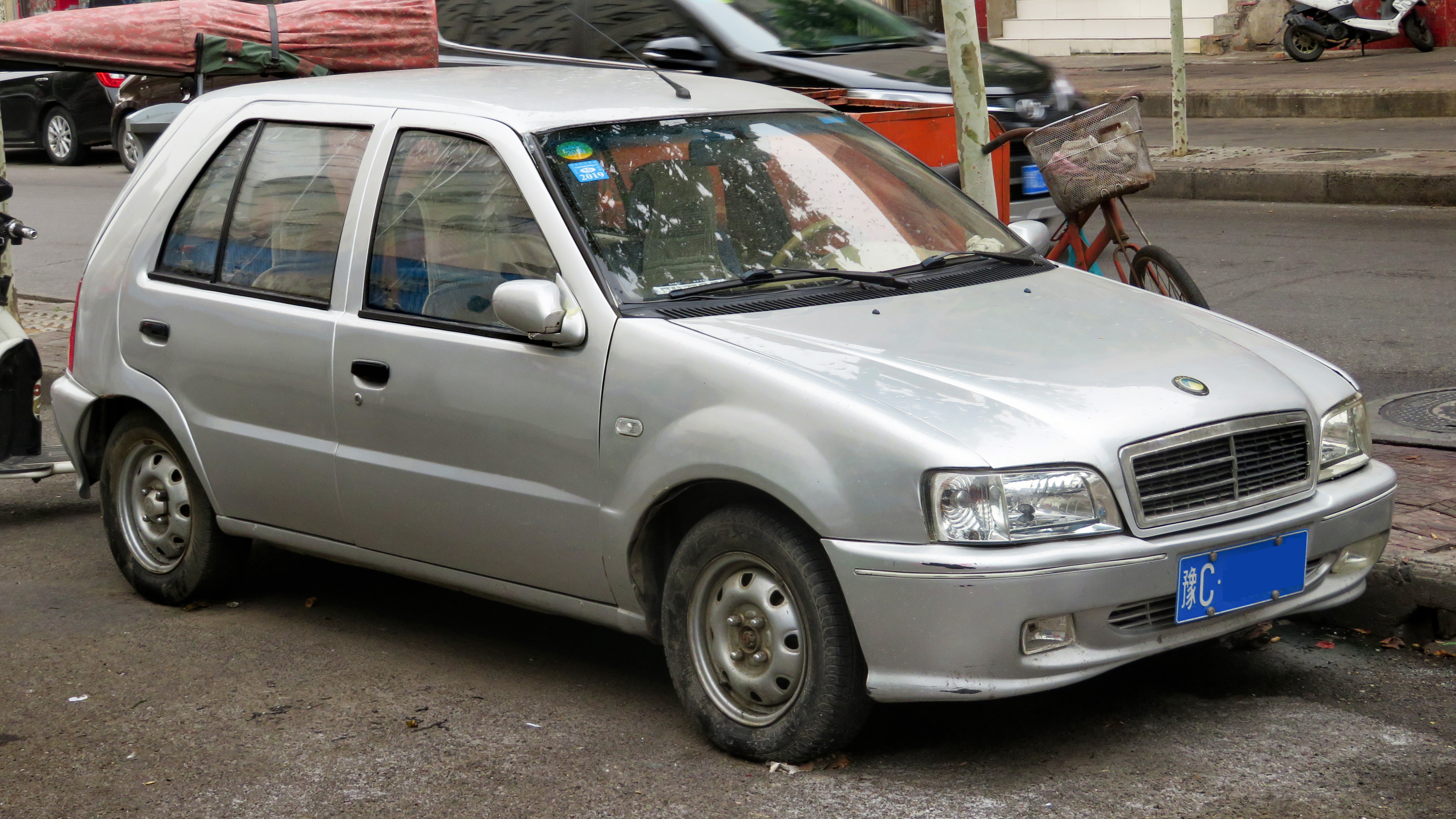
1998년 중국 민간 제조업체 지리가 생산한 최초의 차량 지리 하오칭.

중국은 2001년에 세계무역기구에 가입하면서 중국 자동차 산업에 큰 변화를 가져왔다. 가입 후, 자동차 관세가 대폭 인하되기 시작하여 수입차 가격이 하락했다. 이러한 관세 인하는 시장을 변화시켰다. 외국 자동차 회사들이 최신 모델을 중국으로 들여오기 시작하면서, 중국 소비자들은 더 경쟁력 있는 가격으로 다양한 차량을 접할 수 있게 되었고, 이는 산업 내 수요와 경쟁을 증가시켰다.
WTO 규정을 준수하여, 2006년부터 중국의 완전 차량 수입 관세는 이전 30%에서 28%로 인하되었다. 2010년에는 25%로 더욱 인하되었다. 변속기, 쇼크 업소버, 라디에이터, 클러치, 스티어링 장치와 같은 자동차 부품의 관세는 13.5%에서 12.9%로, 최종적으로 10%로 감소했다.
중국이 WTO에 가입하면서 국내외 자동차 브랜드 간의 경쟁이 심화되었다. 이러한 치열한 경쟁으로 인해 국내 자동차 시장의 가격은 꾸준히 하락했다. 자동차 가격의 연평균 하락률은 8%를 넘어섰으며, 2004년에는 특히 13.5%라는 눈에 띄는 감소를 보였다.

#### 급성장과 경쟁 심화

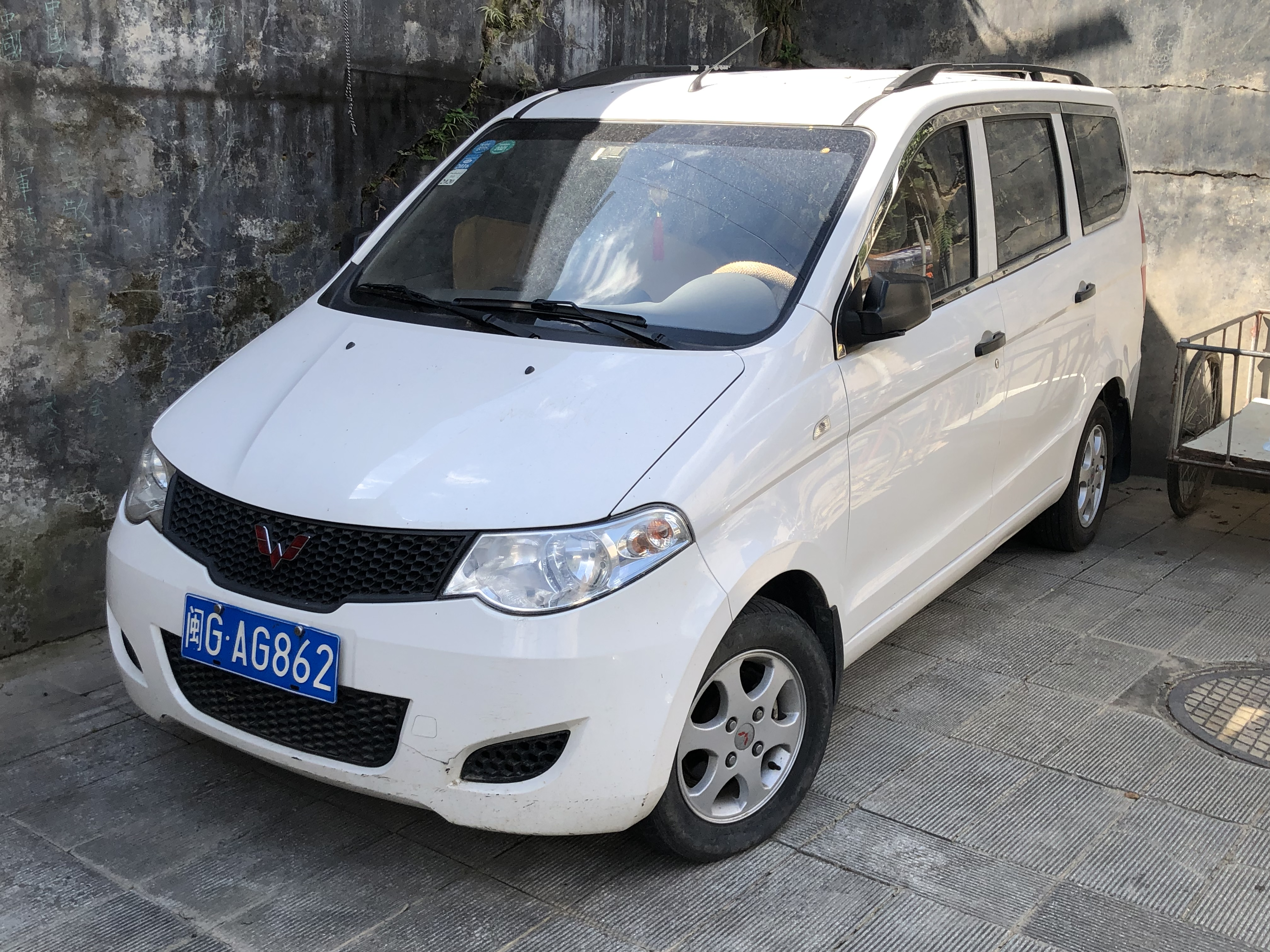
울링은 2000년부터 2020년까지 가장 인기 있는 미니밴 브랜드였다. 울링 훙광은 2014년 중국 시장에서 75만 대의 기록적인 연간 판매량을 달성했다.

2000년 이후 중국 자동차 시장은 상당한 성장을 경험했다. 이러한 성장은 중국의 경제 발전과 중산층의 부상과 밀접하게 관련되어 있다. 점점 더 많은 중국 가구가 자동차를 살 수 있게 되면서 판매가 급증했다. 중국의 자동차 생산량은 2000년 200만 대에서 2017년 2,900만 대로 증가했다. 그 동안 세계 시장 점유율은 3%에서 30%로 증가했다. 2017년까지 중국에는 3억 3백만 대의 등록 차량이 있었다.
2007년 1월, 중국은 자동차 구매가 37% 증가하면서 미국에 이어 세계 2위의 차량 시장으로 부상했다. 2006년 중국에서 판매된 차량은 약 720만 대로 추정된다. 2008년 금융 위기 이후 중국 정부는 자동차 구매를 장려하기 위한 다양한 정책을 시행했다. 여기에는 폐차 보상 제도와 소형 차량에 대한 판매세 인하가 포함되어 1.6리터 미만 엔진 차량에 대한 수요가 급증했다. 이러한 경기 부양 조치로 인해 2009년과 2010년에는 자동차 생산 및 판매가 두 배로 증가하는 등 특히 강력한 성장을 보였다. 폐차 보상 제도와 판매세 할인은 2010년 말에 종료되었다. 2010년 중국 자동차 산업은 미국을 제치고 세계 최대 규모가 되었다. 59%의 전년 대비 판매 증가를 기록한 후, 2009년 중국의 자동차 판매량은 미국을 넘어섰고, 미국에서 1천만 대가 조금 넘게 팔린 것에 비해 중국에서는 1,360만 대의 차량이 팔렸다. 이 시점에서 약 2억 명의 중국인이 차량을 운전할 수 있게 되었으며, 이는 당시 13억 명 인구의 약 15%를 차지했다.

중국의 자동차 생산이 빠르게 성장하면서 중국은 전 세계적으로 가장 다양한 자동차 브랜드를 보유한 국가가 되었다. 이 시기 중국 자동차 시장의 경쟁은 크게 심화되었다. 그러나 수출 시장은 국내 시장에 비해 여전히 상대적으로 작았다. 2008년에는 자동차 수출이 중국 자동차 생산량의 약 7%를 차지했으며, 2008년 금융 위기로 인해 2009년에는 약 3%로 감소했다. 2010년 주요 수출 대상국으로는 알제리, 베트남, 러시아, 이란, 칠레 등이 있었다. 당시 대부분의 자동차 수출은 개발도상국 및 신흥 경제국으로 향했다.

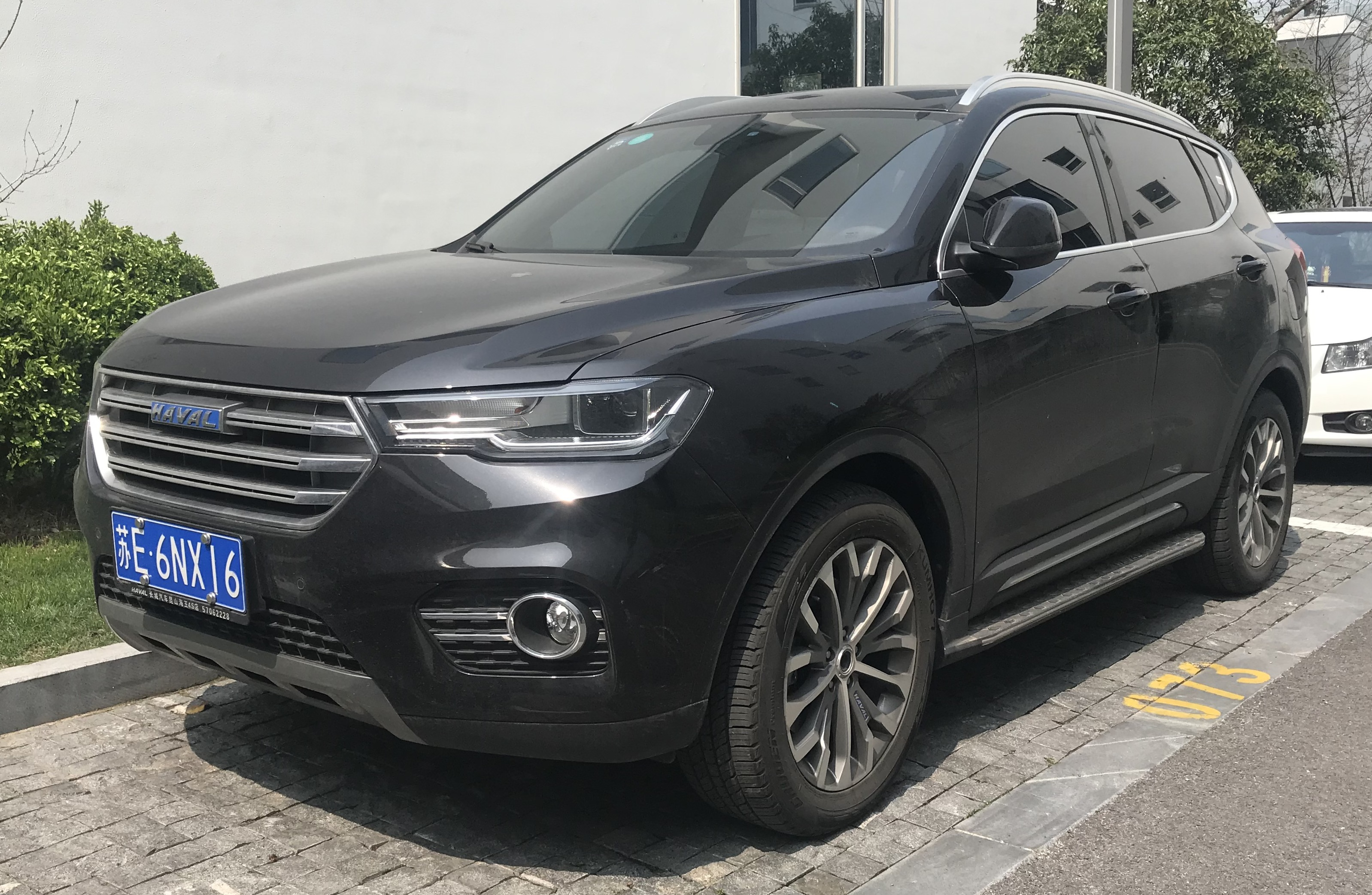
하발 H6, 100개월 연속 베스트셀링 SUV로, 여전히 중국 시장에서 월간 8만 대라는 최고 판매 기록을 보유하고 있다.

중고급 시장을 지배하는 주류 합작 브랜드 외에도, 현지 국영 및 민간 중소형 자동차 회사들이 상당한 입지를 차지하고 있었다. 그러나 중국 정부가 외국 자동차 제조업체에 현지 합작 법인 설립을 요구하는 정책을 시행했음에도 불구하고, 중국 자동차 제조업체들은 이 시대에 외국 경쟁업체들과 경쟁하는 데 어려움을 겪었다. 중국자동차제조업협회(CAAM)에 따르면, 현지 자동차 브랜드의 시장 점유율은 2010년 30.9%에서 2012년 7월 말에는 26.8%로 감소했다. 전문가들은 이러한 성공 부족을 합작 법인이 노하우를 효과적으로 이전하지 못했기 때문으로 본다. 허 광위안 전 중국 산업부 장관은 자동차 제조 합작 법인을 "아편"에 비유하며, 중국 기업들이 처음부터 차량을 개발하여 노하우와 특허권을 얻는 대신 최소한의 변경으로 외국 자동차를 조립하는 데 의존하고 있다고 비판했다.
통합을 촉진하기 위해 2012년에 정부는 연간 1,000대 미만의 승용차를 생산하는 제조업체에 대한 생산 허가를 철회했다. 2016년 2월 29일, 중화인민공화국 공업정보화부는 2년 연속 의무 생산 평가를 통과하지 못한 13개 자동차 제조업체를 폐쇄했다. 2018년 이후, 이러한 소규모 브랜드의 상당수가 '좀비 기업' 상태가 되었고, 시장 주도적인 통합이 가속화되면서 많은 기업이 생산 및 운영을 중단했다. 중국 자동차 브랜드 수는 1990년대 초 20개 남짓에서 2019년 84개로 증가했다.
2017년 중국은 510억 달러 상당의 차량을 수입했다. 2018년 중국은 외국 자동차 제조업체들의 중국 시장 접근성을 높이기 위해 차량 수입 관세를 15%로, 차량 부품 수입세를 6%로 인하했다.

#### 신에너지 차량으로 "코너 추월" 전략
2009년 중화인민공화국 국무원은 "자동차 산업 조정 및 진흥 계획"을 발표하며 "신에너지 차량을 돌파구로 삼아 독립적인 혁신을 강화하여 새로운 경쟁 우위를 확보한다"고 강조했다. 이는 중국의 전기차 계획을 명확히 제시했다. 이 전략은 중국 자동차 산업에서 흔히 "코너 추월 전략"이라고 불린다. 2010년 중국의 전기차 판매량은 5천 대에 불과했다. 2015년에는 판매량이 33만 1천 대로 급증했다. 2015년 시진핑 행정부는 전기차를 우선시하는 중국제조 2025 산업 정책을 발표했다. 2020년에는 전기차 판매량이 136만 7천 대에 달했으며, 이는 전 세계 시장 점유율의 50% 이상을 차지했다.

#### 합작 투자 제한 종료
개혁개방 이후 1994년부터 2018년까지 중국 자동차 정책은 외국 자동차 제조업체가 국내에서 차량을 생산하기 위해 중국 파트너와 합작 투자를 설립해야 하며, 중국 파트너가 최소 50%의 지분을 소유해야 한다고 규정했다. 이 조치는 국내 제조업체를 보호하고 기술 격차를 해소하며 자체 브랜드를 개발할 기회를 제공하기 위해 시행되었다. 2010년대에는 자동차 분석가들이 중국이 국내 산업이 성숙해지면 합작 투자 소유권 제한을 해제할 것이라고 추측했다.
2017년 중국 정부는 자동차 산업의 소유권 제한을 해제하고 외국 자동차 회사들이 중국 내 사업에 대한 과반수 또는 완전 소유권을 가질 수 있도록 허용할 의사를 발표했다. 2018년 4월 17일, 중국 국가발전개혁위원회 (NDRC)는 자동차 제조업체에 대한 외국인 소유 제한이 5년간 단계적으로 폐지될 것이라고 발표했다. 중국 정부의 목표는 외국 기업과 신기술에 중국 시장을 개방하고, 무역 긴장을 완화하며, 시장 경쟁을 강화하는 것이었다.

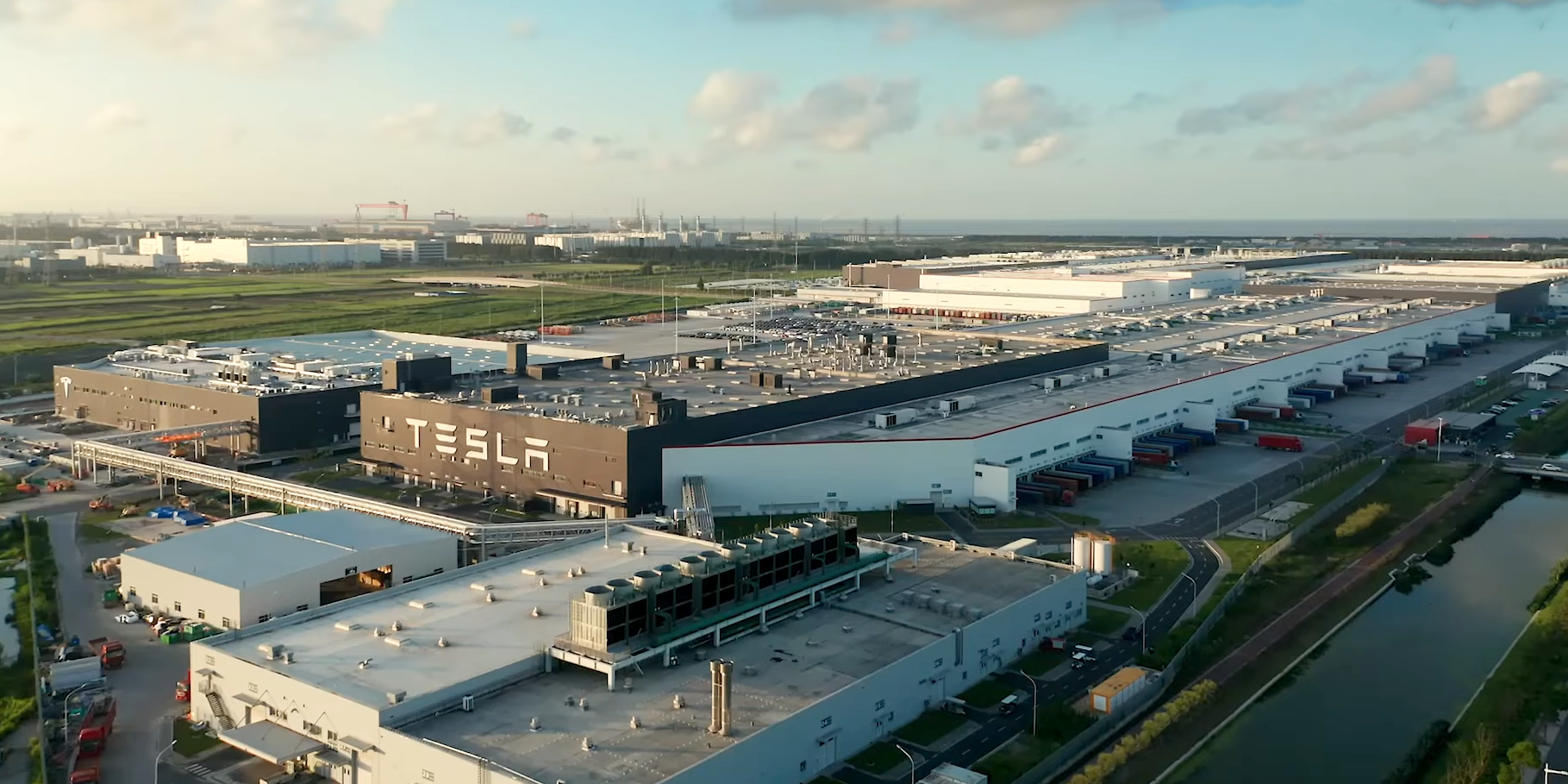
기가팩토리 상하이, 중국에 외국 자동차 제조업체가 전적으로 소유한 최초의 시설

2018년 7월 28일, 중국은 신에너지 차량 생산에 대한 외국인 소유 제한을 해제하여 미국 전기차 제조업체 테슬라에 혜택을 주었다. 테슬라는 상하이에 공장을 설립하여 중국에서 외국 자동차 제조업체로는 처음으로 완전 소유 제조 시설을 운영하게 되었다. 이러한 자유화는 2020년 상용차, 2022년 승용차로 이어졌다. 외국 자동차 제조업체가 중국에서 두 개 이상의 합작 법인을 설립하는 것을 금지하는 규제도 2022년에 해제되었다. 2020년 12월, 폭스바겐은 중국 전기차 합작 법인 JAC-VW의 과반수 지분을 확보하여 중국 사업의 75%를 통제하게 되었고, 이를 폭스바겐 안후이로 사명을 변경했다. 2021년 볼보자동차는 중국 내 제조 및 판매 자회사의 완전 소유권을 확보했다. 2022년 BMW는 화천자동차 그룹과 합작 투자한 BMW 브릴리언스의 지분 75%를 확보하여 통제권을 얻었다.

### 성숙 및 글로벌 우위 (2020–현재)
2020년 이후 중국 자동차 산업은 현지 제조업체들의 기술 성숙 및 발전 단계에 접어들었다. 그 결과 국내 시장에서 현지 제조업체들의 시장 점유율이 눈에 띄게 증가했다. 또한 많은 해외 브랜드들은 중국 자동차 제조업체들과 협력하여 그들의 기술 발전과 공급망 역량을 활용하고자 했다.

#### 현지 제조업체 점유율 증가
중국 승용차 협회(CPCA)에 따르면 2020년 상반기 중국 자동차 시장에서 현지 브랜드의 시장 점유율은 30%를 약간 넘었고, 독일 및 일본 브랜드는 각각 약 30%와 25%였다. 2년 후인 2022년 10월, 중국 내 현지 자동차 브랜드의 점유율은 51.53%에 달했다. 이는 중국 내 현지 자동차 브랜드의 월간 점유율이 역사상 처음으로 50%를 초과한 것이었다. 반면, 외국 브랜드의 지배력은 빠르게 감소하고 있다. 2022년 10월 독일 브랜드의 점유율은 19.25%로, 일본 브랜드는 18.94%로 떨어졌다. 2023년 내내 현지 브랜드의 시장 점유율은 약 50%를 유지했다. 이러한 변화는 신에너지 차량의 인기가 급증하고 외국 브랜드가 전환에 발맞추지 못했기 때문으로 분석된다. 2024년 외국 자동차 브랜드의 시장 점유율은 사상 최저인 37%로 떨어졌다. CPCA 보고서에 따르면 2024년 한 해 동안 중국 자동차 브랜드의 국내 시장 누적 점유율은 61%에 달한다.

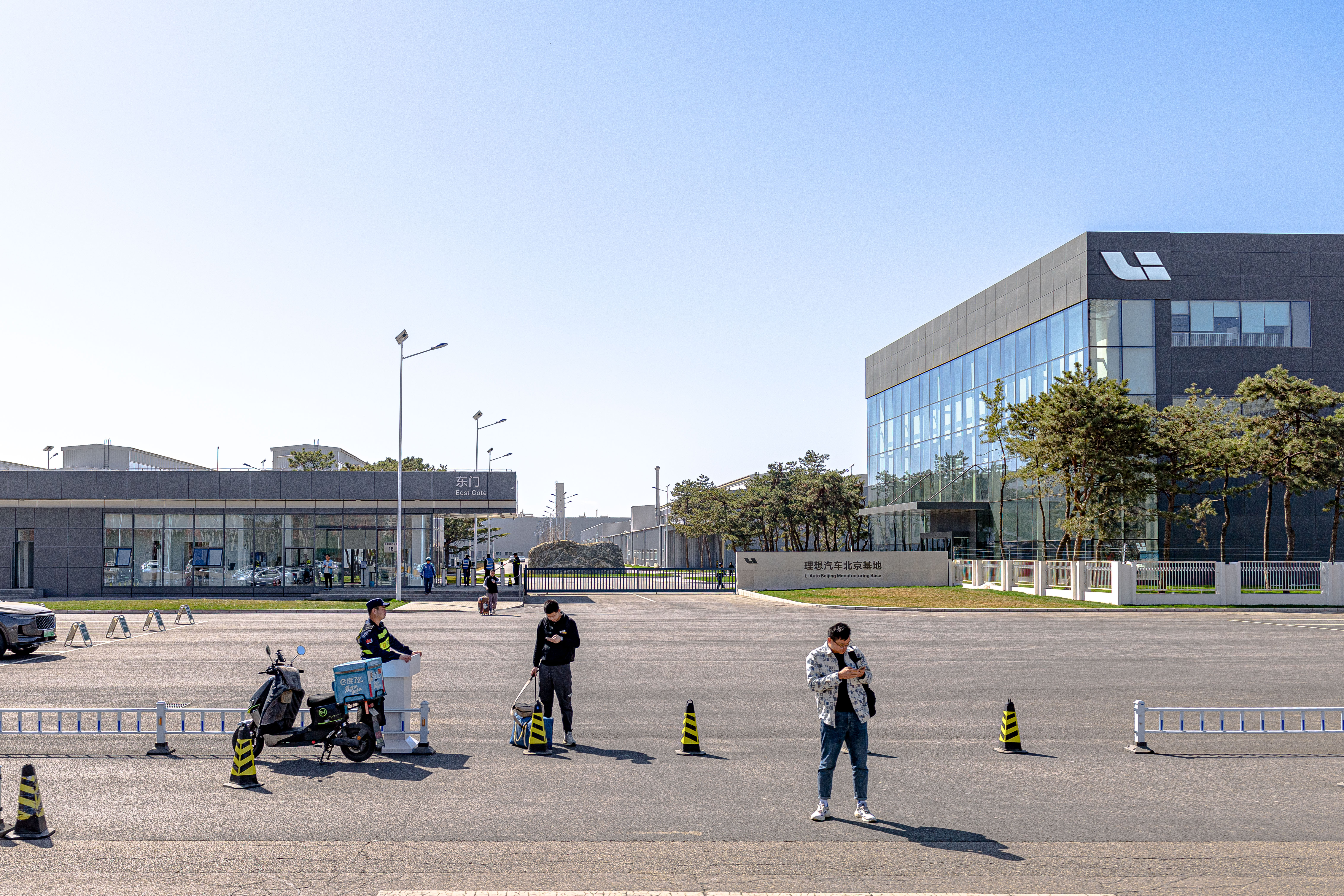
리오토 베이징 제조 기지. 회사는 판매량이 감소한 베이징 현대자동차로부터 공장을 인수했다.

이러한 시장 역학으로 인해 전통적인 연료 차량 시대에도 어려움을 겪었던 일부 합작 투자 회사들은 더욱 불리해졌다. 2023년 5월, 창안 자동차의 주화룽 회장은 "향후 2~3년 내에 브랜드의 60~70%가 폐쇄 및 이전될 것으로 보수적으로 추정된다"고 예측했다. 2018년부터 2023년까지 8개의 합작 제조업체가 중국 시장에서 철수하기로 결정했다. 판매량이 크게 감소한 다른 합작 투자 회사들은 활용도가 낮은 제조 공장을 폐쇄하고 매각하여 생산 능력을 축소하고 있다. 남은 생산 능력은 중국 합작 투자 파트너가 인수했다.
2023년 8월, 비야디의 회장 겸 CEO인 왕촨푸는 2023년 내내 중국 시장에서 벌어진 심각한 가격 전쟁에 대응하여 중국 자동차 제조업체들이 외국 제조업체에 맞서기 위해 "단결"할 것을 촉구했다. 이 요청은 니오와 리오토의 CEO들로부터 환영을 받았다.

#### 가격 전쟁 (2022–현재)

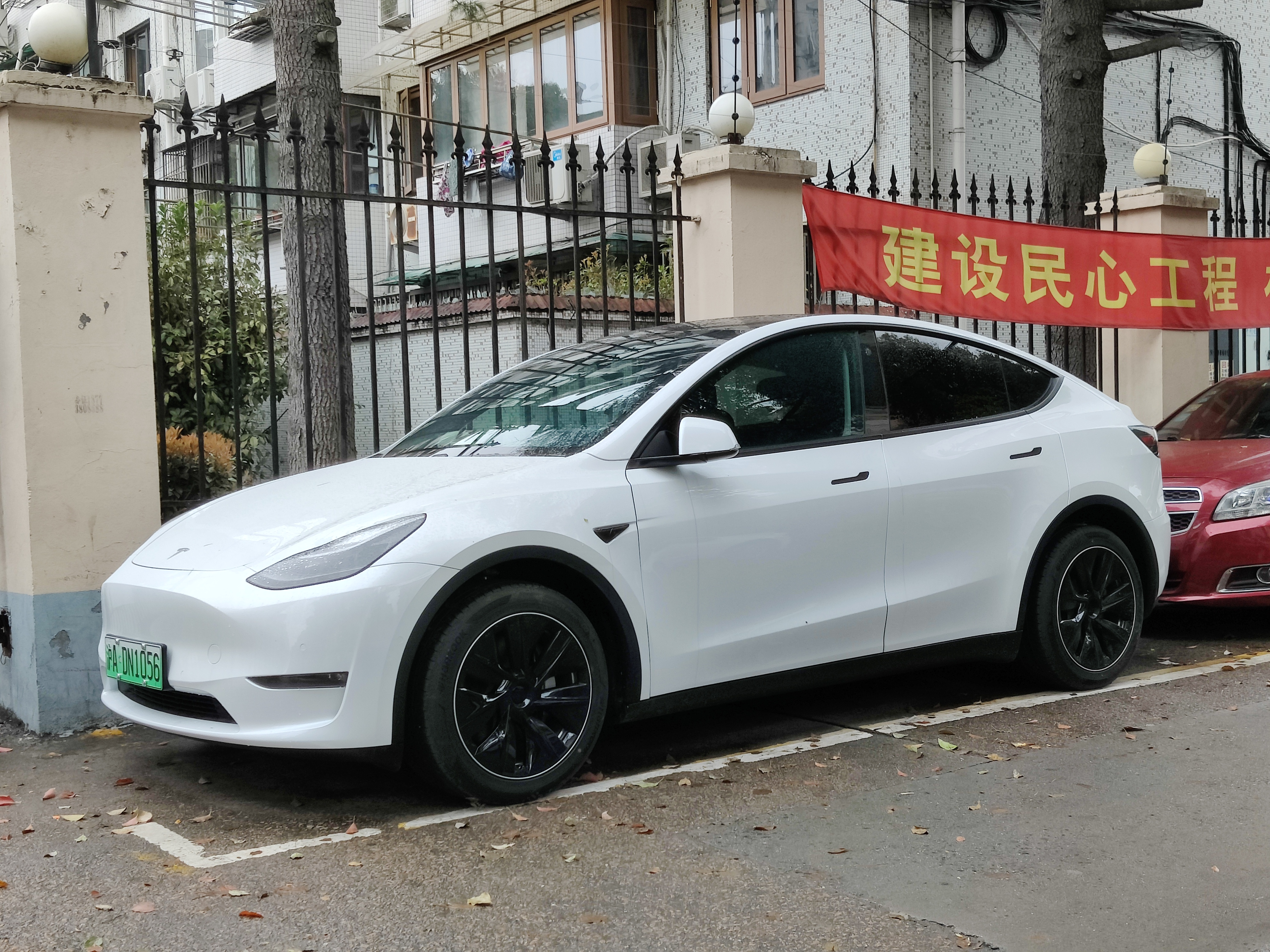
중국의 테슬라 모델 Y. 테슬라는 2022년 말 중국 시장 가격 전쟁을 시작했다.

2022년 말부터 중국 자동차 산업은 경기 둔화와 생산 과잉 속에서 고객을 유치하고 시장 점유율을 높이기 위해 자동차 제조업체들의 공격적인 가격 인하를 특징으로 하는 심각한 가격 전쟁을 겪었다. 테슬라는 2022년 10월과 2023년 1월에 중국산 모델에 대해 두 차례의 대규모 가격 인하를 단행하며 가격 전쟁을 촉발했다. 이러한 상황은 중국 자동차 산업이 전동화로 나아가면서 내연기관 차량의 과잉 생산으로 인해 발생하기도 했다. 2023년 중국의 경량차 생산 능력은 4,870만 대였고, 가동률은 59%였다. 2023년까지 로이터는 중국의 40개 이상의 자동차 제조업체가 내연기관 및 전기차 부문 모두에서 시장 점유율을 유지하기 위해 뒤를 따랐다고 보도했다. 브랜드들은 대폭 할인 및 기타 인센티브를 제공하고 자동차 부품 공급업체에 비용 절감을 압박하는 등 극단적인 조치를 취했다. 이러한 경쟁 환경은 차량의 혁신과 부가가치 기능에 대한 집중을 더욱 높였다. 그러나 분석가, 언론인 및 업계 경영진들은 중국 자동차 산업의 전반적인 건전성과 안정성에 대한 장기적인 영향에 대해 우려하고 있다.
2023년 중반, 블룸버그 뉴스는 BYD와 창안을 제외한 대부분의 중국 주요 자동차 제조업체들이 가격 전쟁의 결과로 수익 감소를 겪었으며, 이는 2020년 코로나19 범유행 시작 이후 최저 수준을 기록했다고 보도했다. 전기차 전문 기업인 BYD는 이 기간 동안 기록적인 수익과 인도량을 기록하며 시장의 핵심 주체로서의 입지를 확고히 했다. 중국 시장의 역동성은 중국 자동차 제조업체의 점유율을 사상 최고치인 50%를 약간 넘는 수준으로 끌어올렸다. 그러나 중국 시장의 역동성은 EV를 비롯한 과잉 생산으로 이어졌고, 이는 중국 자동차 제조업체들이 수출을 늘리고 해외 판매를 확대하게 만들었다.
판매 및 수익 감소는 외국 합작 브랜드에도 영향을 미쳤다. 2023년 3월, SAIC-폭스바겐은 ID.3 전기차 가격을 18% 인하했다. 토요타는 GAC 토요타에서 약 1,000명의 인력을 감축했다. 또한 현대는 두 개의 공장을 매각했고, 미쓰비시 모터스는 그해 완전히 시장을 떠났다. GAC 혼다, 폭스바겐, 볼보, 테슬라, 기아에서도 정리해고가 관찰되었다.
중국 정부는 전기차 구매 보조금 및 농촌 지역 신에너지 차량 도입 장려 등 다양한 조치를 통해 가격 전쟁의 부정적인 영향을 완화하려고 시도했다. 2023년 7월, 중국 자동차 제조업체 협회(CAAM)의 중재로 중국 자동차 제조업체 15곳과 테슬라를 포함한 16개 제조업체는 "비정상적인 가격 책정" 관행을 피하고 가격 전쟁을 방지하기 위한 협정에 서명했다. 그러나 이틀 후, CAAM은 중국의 독점금지법 위반 우려로 인해 "비정상적인 가격 책정" 조항을 철회했다. 이 조치는 일시적인 "평화"를 빠르게 끝내고 또 다른 가격 인하를 촉발했다. 2025년 6월, 인민일보는 국내 자동차 제조업체 간의 가격 전쟁이 "승자가 없을 것"이며, 연구 개발 투자를 해치고 안전 문제를 야기할 수 있다고 밝혔다.

#### "역방향" 합작 투자
2020년대 들어 해외 글로벌 제조업체들은 중국 업체들로부터 기술 지원을 받기 시작했으며, 합작 투자 또는 다른 형태의 파트너십을 통해 중국에 투자했다. 여기에는 르노, 닛산 자동차, 폭스바겐, BMW, 메르세데스-벤츠, 토요타, 스텔란티스, 그리고 재규어 랜드로버가 포함된다.

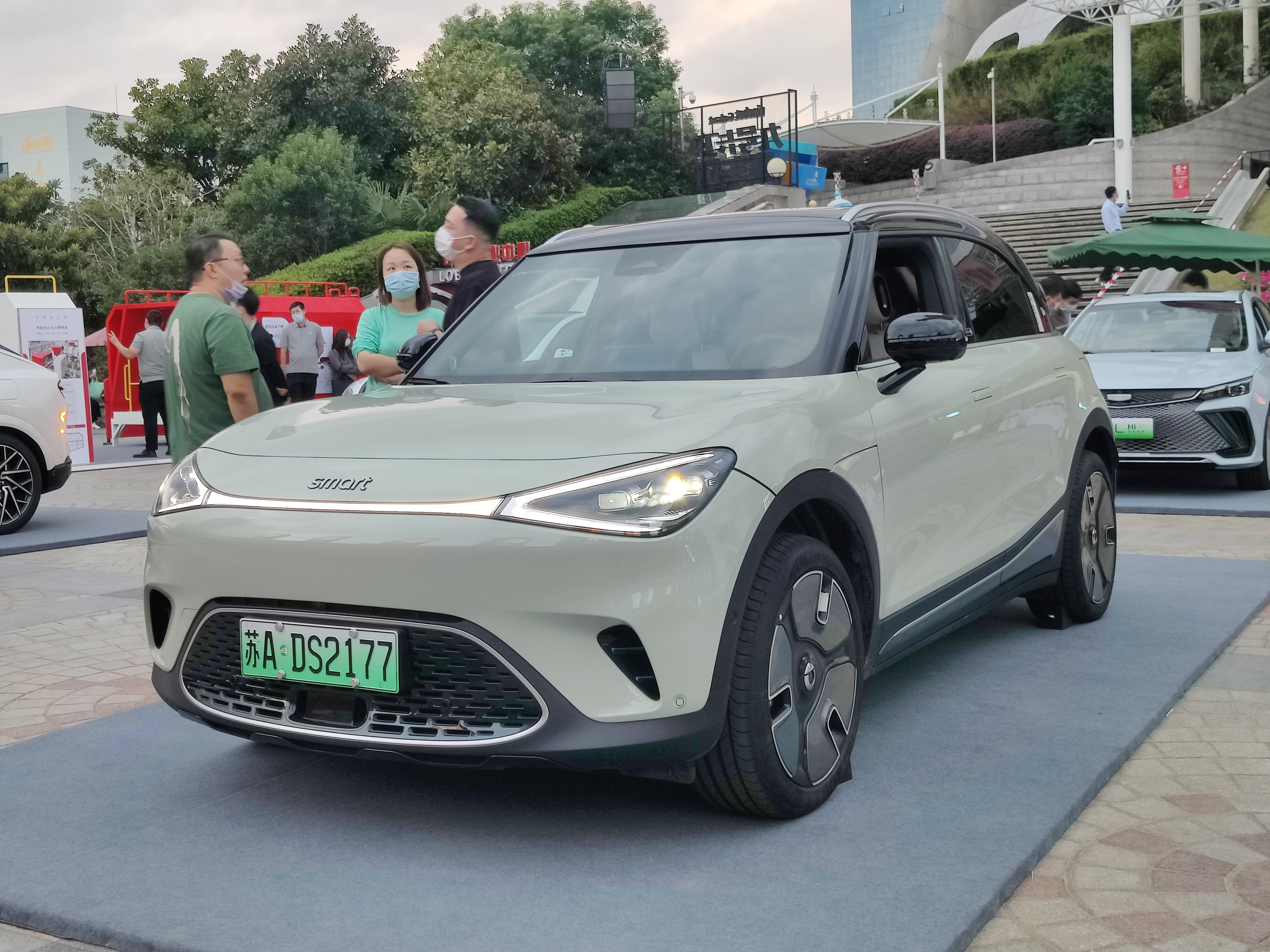
스마트 #1, 지리와 메르세데스-벤츠의 합작 투자로 제작되었다. 지리의 전기차 기술을 기반으로 개발되었다.

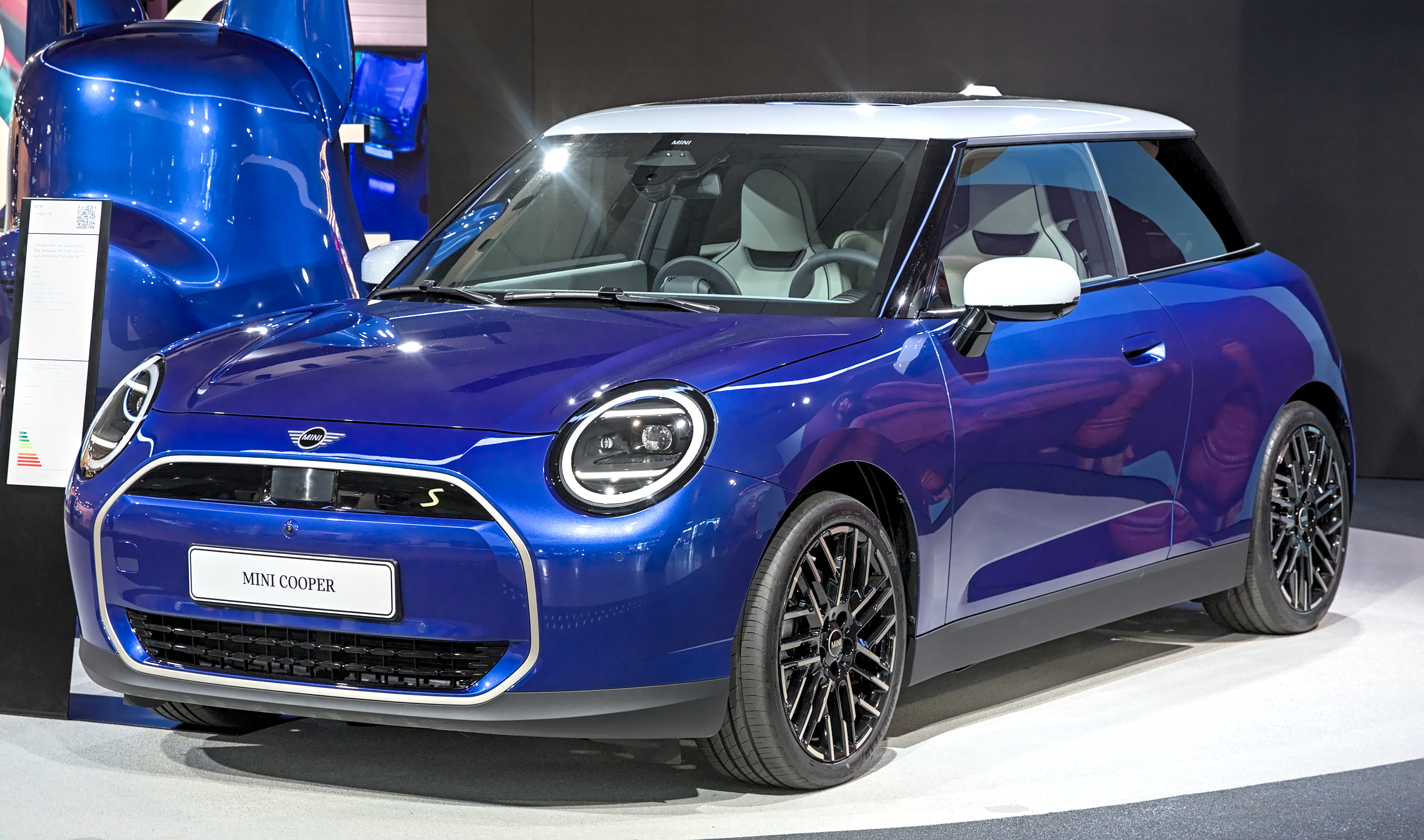
미니 쿠퍼 SE, 스포트라이트 오토모티브가 개발 및 제조했으며, 만리장성 자동차와 BMW의 합작 투자다.

- 2017년 르노-닛산과 둥펑 자동차는 A세그먼트 전기차 생산을 위해 eGT 신에너지 자동차(eGT New Energy Automotive)라는 합작 투자를 설립했다.[114]
- 2019년 메르세데스-벤츠는 중국 자동차 제조업체 지리와의 합작 투자 설립을 발표했다.[115] 지리는 스마트의 50%를 인수하여 지리의 SEA 플랫폼을 기반으로 전기차를 생산했다.[116]
- 2019년 7월, 르노 그룹은 장링 자동차(Jiangling Motors Corporation)의 전기차 자회사인 JMEV의 지분 50%를 10억 위안을 투자하여 인수할 것이라고 발표했다.[117]
- 2020년 BMW와 만리장성 자동차는 미니 전기차 생산을 위해 51억 위안을 50-50으로 투자하여 합작 투자 회사인 스포트라이트 오토모티브를 설립했다.[118]
- 2020년 토요타는 중국 제조업체 비야디와의 합작 투자를 발표했다. 이 합작 투자는 토요타의 전기차 개발을 위한 기술 노하우를 지원하고 토요타 전기차의 배터리, 전기 모터 및 전자 제어 장치를 공급할 예정이었다.[119][더 나은 출처 필요] 토요타의 첫 번째 전기 세단인 토요타 bZ3는 BYD의 지원을 받아 제작되었다.
- 2023년 7월, 아우디와 SAIC는 전기차 개발을 위한 파트너십을 발표했다. SAIC의 전기차 브랜드 IM 모터스의 전기차 플랫폼이 아우디의 전기 모델에 도입될 예정이다.[120]
- 2023년 7월, 폭스바겐 그룹은 중국 전기차 스타트업 샤오펑에 7억 달러를 투자하여 지분 4.99%를 인수할 것이라고 발표했다. 폭스바겐은 샤오펑과 협력하여 2026년 중국 시장에서 중형 세그먼트용 폭스바겐 브랜드 전기 모델 두 종을 개발할 예정이다.[121][122]
- 2023년 8월, 지리와 르노는 각각 50%의 지분을 보유하는 합작 회사 말 파워트레인을 설립하여 르노, 닛산, 미쓰비시 차량용 내연기관 (ICE) 및 하이브리드 파워트레인을 제조할 것이라고 발표했다. 이 합작 회사는 2024년 5월부터 운영을 시작했다.[123]
- 2023년 9월, 포드와 창안은 창안의 전기차 기술을 기반으로 포드 차량을 생산 및 유통하는 새로운 합작 투자 회사인 창안 포드 NEV를 설립한다고 발표했다. 창안이 JV 지분 70%를, 포드가 30%를 보유한다.[124][125]
- 2023년 10월, 스텔란티스는 립모터에 15억 유로를 투자하여 전기차 생산 기술 지원을 위해 립모터 지분 20%를 인수할 것이라고 발표했다.[126]
- 2024년 4월, 토요타는 GAC 그룹과 GAC 토요타와 공동 개발한 bZ3X를 공개했다.[127]
- 2024년 6월, 재규어 랜드로버와 체리 자동차는 엑시드의 전기차 플랫폼을 기반으로 하는 프리랜더라는 전기차 브랜드를 만들기로 의향서에 서명했다.[128]
- 2024년 10월, 이전 쌍용자동차였던 KG모빌리티는 체리 자동차와 글로벌 시장용 전기차를 공동 개발하기로 계약을 체결했다. KG모빌리티는 체리가 개발한 T2X 플랫폼을 받게 된다.[129]

이러한 역할의 역전은 중국 국내 시장의 경쟁력, 기술 구현 규모, 그리고 전기차에 대한 성숙한 공급망 덕분으로 평가된다.

#### 중국 기술 기업의 참여

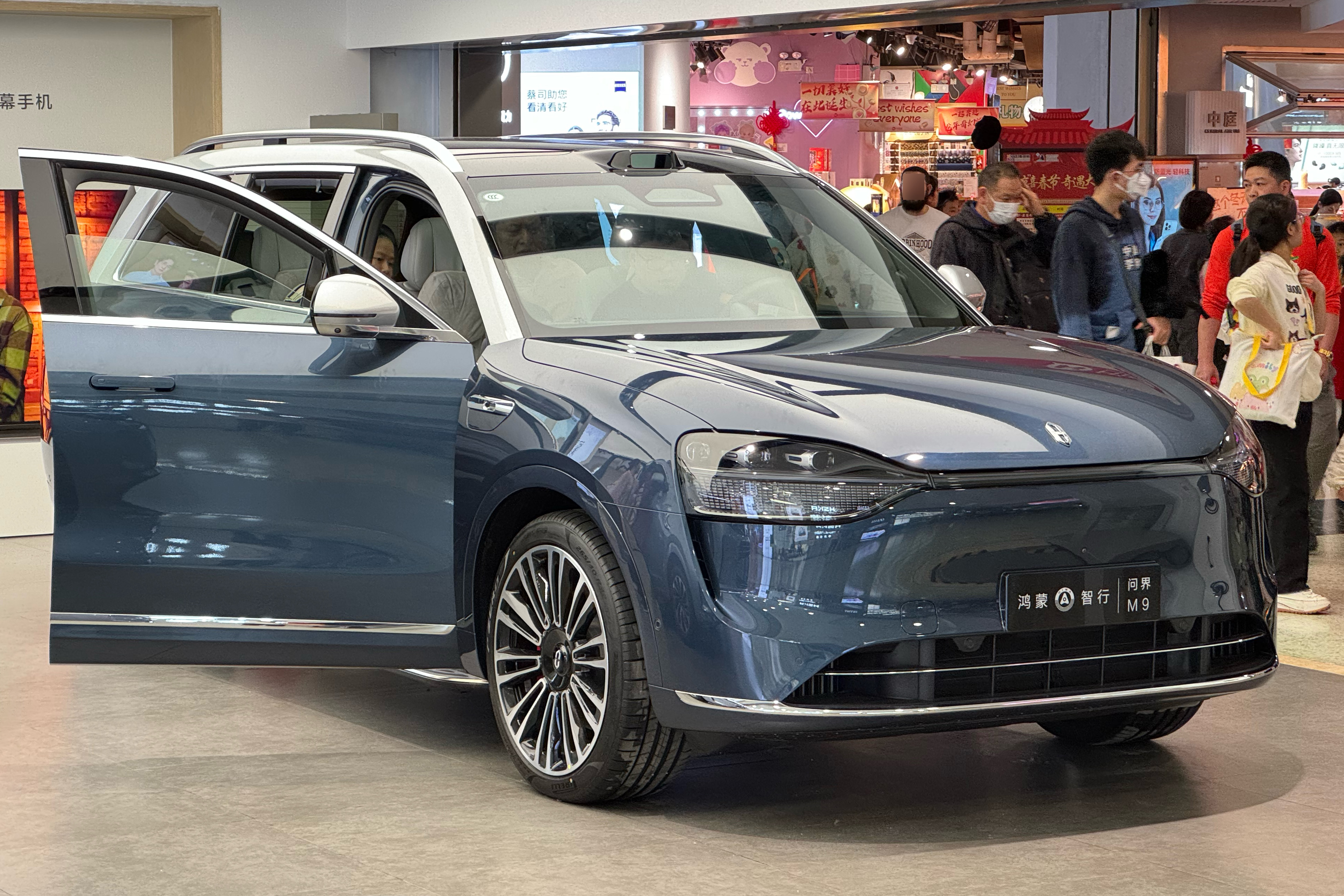
아이토 M9은 화웨이의 하드웨어 및 소프트웨어 솔루션으로 설계 및 공급되었으며, 세레스 자동차에서 제조하고 화웨이/HIMA 전시장을 통해 판매된다.

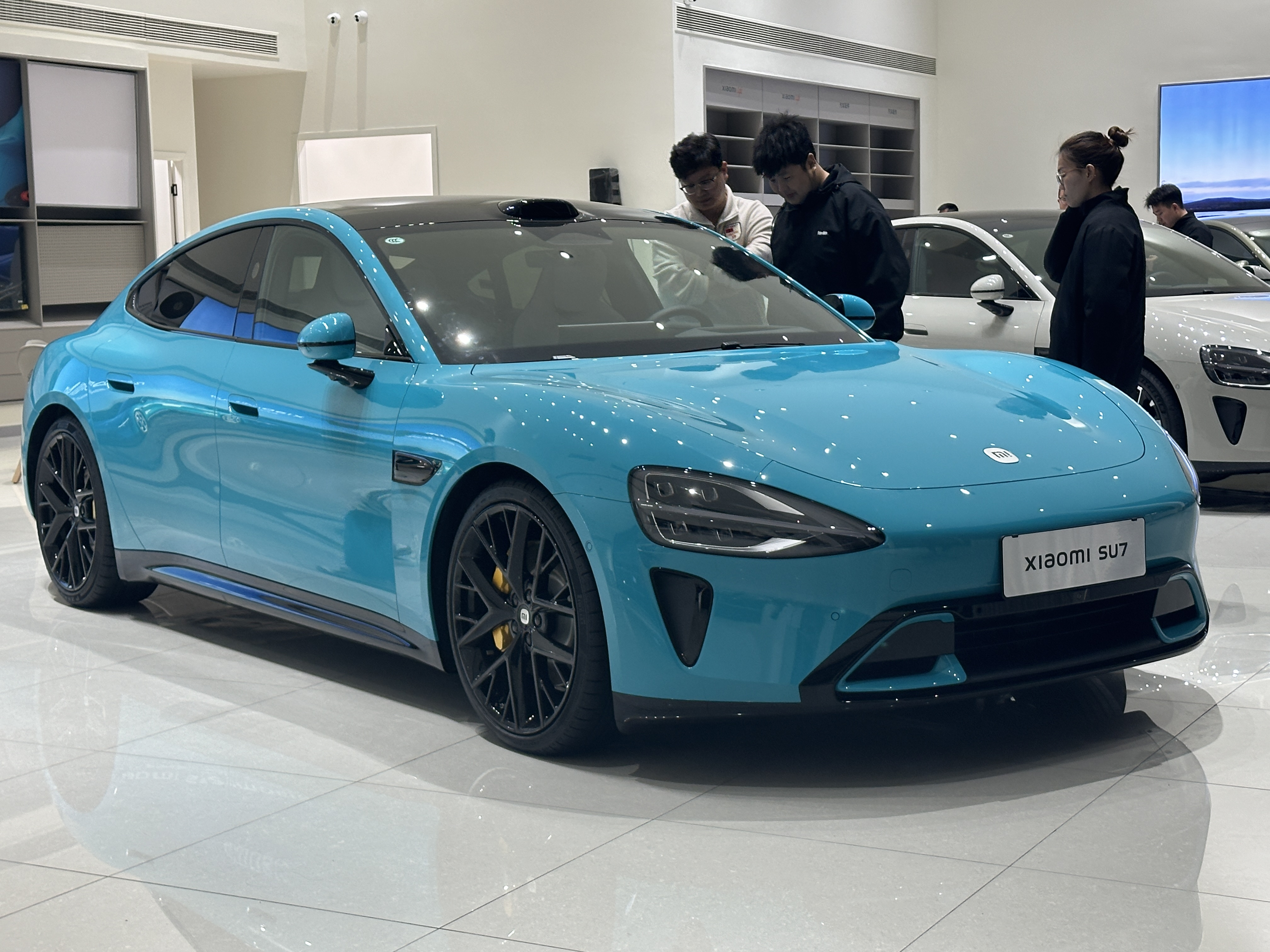
샤오미 SU7은 샤오미의 첫 번째 차량이다.

2020년대 이후 화웨이, 바이두, DJI와 같은 중국 기술 기업들이 자동차 사업에 진출했다. 화웨이의 자동차 제조업체와의 파트너십은 표준 부품 공급 모델, "화웨이 인사이드"(HI) 모델, 그리고 하모니 인텔리전트 모빌리티 얼라이언스 (HIMA)의 세 가지 사업 모델로 이루어졌다. 바이두와 DJI는 자동차 제조업체에 자율 주행 시스템과 하드웨어를 제공해왔다. 치후 360은 중국 전기차 스타트업 회사인 호존 오토(Hozon Auto)에 투자했다. 지리는 바이두와 협력하여 합작 브랜드들을 설립하고, 메이주를 인수하여 자사의 폴스타 및 링크 & 코 브랜드에 자동차 운영체제 및 AR 시스템을 적용했다. 샤오미는 자동차 설계, 개발 및 제조에 직접 참여하고 베이징에 자체 공장을 운영하는 최초이자 유일한 중국 기술 기업이다.

## 공급망
전기차 생산 측면에서 중국은 다른 나라에 비해 상당한 우위를 가지고 있다. 중국 자동차 산업은 2022년 기준 60만 개 이상의 전기차 관련 기업이 운영되면서 전기차 공급망에서 지배적인 위치를 차지하고 있다. 2022년 전 세계 전기차 배터리 시장에서 중국 제조업체들의 점유율은 60%에 달했다. 산업 분석가 크리스 베리는 EV 배터리 공급망 측면에서 중국이 다른 세계보다 10~15년 앞서 있다고 밝혔다.
EV 배터리 공급망의 지배력은 중국 EV의 낮은 비용에 기여하는 주요 요인으로 간주된다. 전 세계 리튬이온 배터리의 약 75%가 중국에서 생산되며, 중국의 EV 제조 시설은 이러한 부품 공급원과 가깝다. 중국은 정제 역량에 막대한 투자를 하여, EV 배터리 제조에 필수적인 리튬, 코발트, 흑연의 전 세계 처리 및 정제 역량의 절반 이상을 보유하고 있다. 전 세계 음극 생산 역량의 70%와 양극 생산 역량의 85% 또한 중국에 있다.
중국의 EV 공급망 강점은 물류, 인력, 토지 관리 비용 절감으로 이어졌다. 또한, 거대한 국내 EV 시장으로 인해 규모의 경제가 가능하다. 중국의 EV 제조 부문은 미국 및 유럽과 같은 서구 시장에 비해 20%의 비용 우위를 누린다. 2023년 1월, 프랑스 자동차 부품 공급업체 포르비아(Forvia)의 한 임원에 따르면, 중국 자동차 제조업체는 유럽 자동차 제조업체보다 10,000 유로 저렴하게 전기차를 만들 수 있으며, 이는 유럽 제조업체들에게 국내 시장에서 압력을 가할 막대한 비용 우위이다. 중국 제조업체들은 유럽 경쟁사보다 낮은 연구개발 비용, 낮은 자본 지출, 낮은 인건비로 전기차를 생산할 수 있다.
테슬라의 중국 시장 진출은 중국 자동차 공급망에 큰 이점을 가져다주었다. 이 회사는 중국 전기차 산업에 "메기 효과"를 불러일으켰으며, 이는 중국 제조업체들이 기술 발전부터 가격 경쟁력까지 테슬라와 혁신하고 경쟁하도록 강제했다.

## 기술 혁신

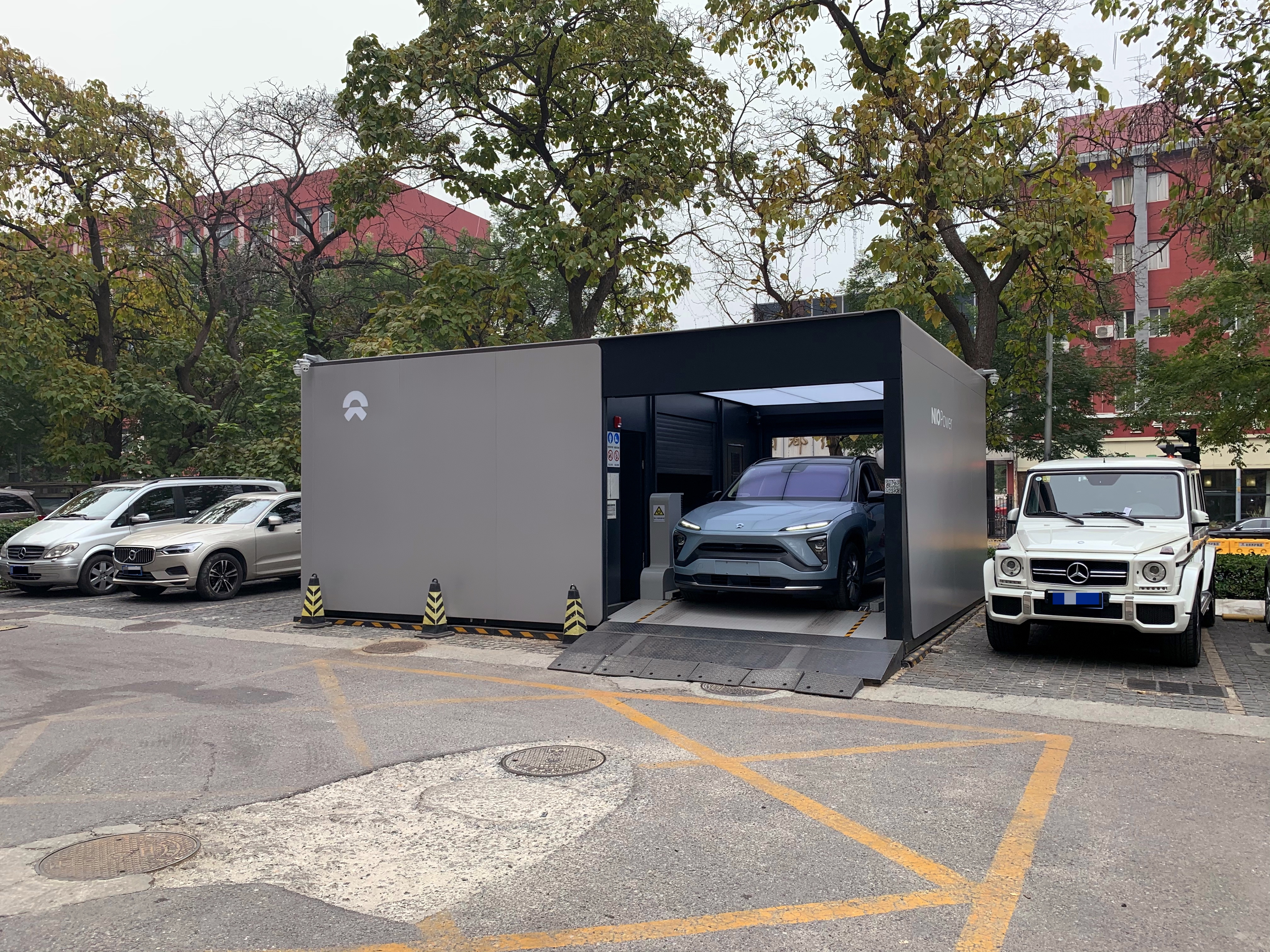
중국의 니오 파워 배터리 스왑 스테이션. 니오는 배터리 교환 기능을 개척했다.

중국 국내 시장의 치열한 경쟁 속에서 중국 자동차 제조업체들은 EV 기술, 소프트웨어, 디지털화, 요소 비용 및 공급망 분야에서 경쟁력을 키울 기반을 마련했다. 중국 국내 브랜드는 전기차 및 지능형 차량 분야에서 조기 진입 우위를 활용하여 첨단 운전자 지원 시스템 개발 및 구현을 주도하고 있다. 2025년 뉴욕 타임스에 따르면, 중국 자동차 산업은 "이제 일본, 독일, 미국을 제치고 세계에서 가장 혁신적인 산업으로 널리 인식되고 있다."
투자은행 골드만삭스에 따르면, 새로 개설된 중국 자동차 공장들은 전 세계적으로 그러한 시설 중에서 가장 로봇화된 시설이다.

## 판매 및 마케팅

### 딜러십

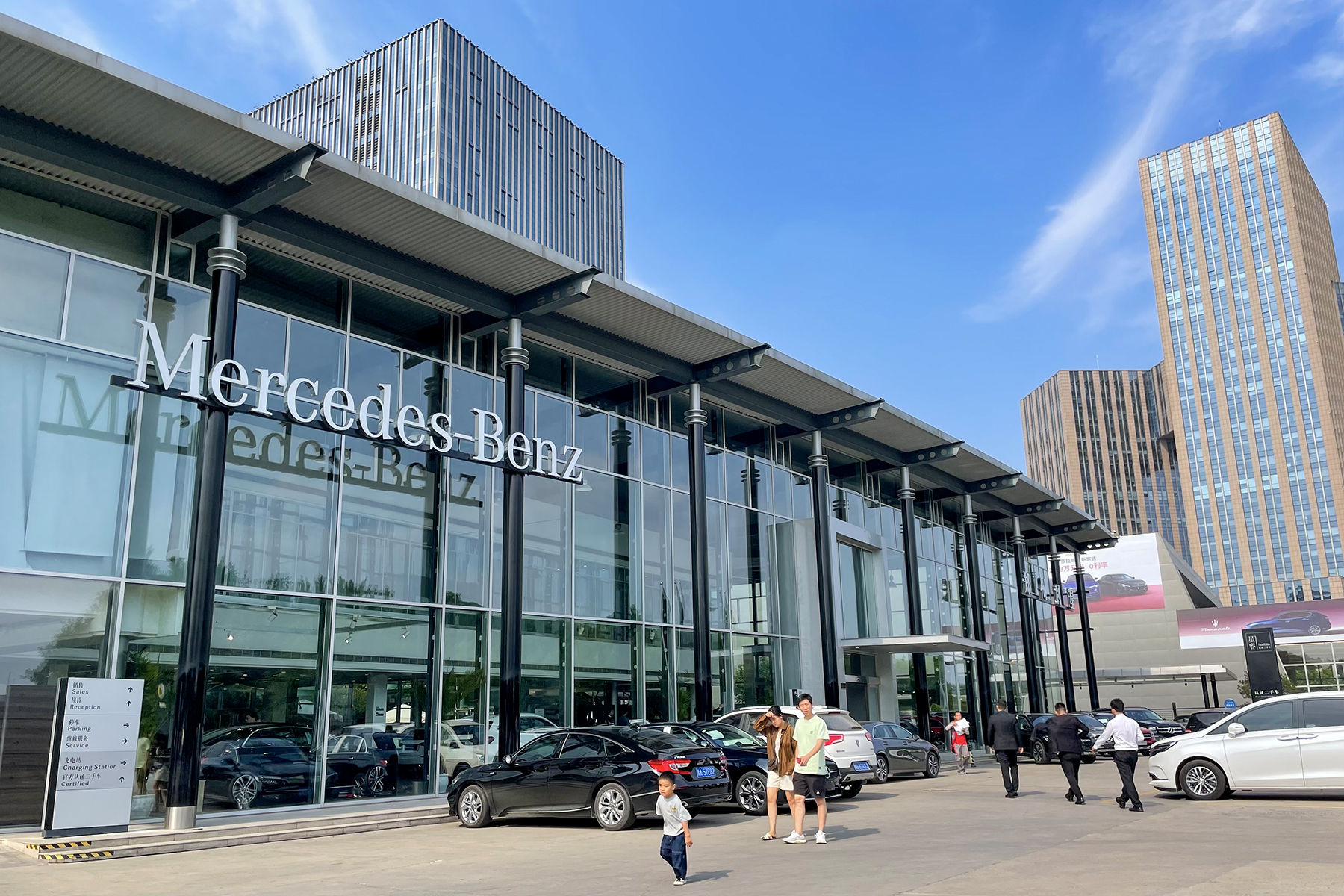
정저우시의 메르세데스-벤츠 대리점

중국에서는 공인 자동차 딜러십을 4S 자동차 매장이라고 부른다. 4S는 판매(整车销售), 예비 부품(零配件), 서비스(售后服务), 그리고 조사(信息反馈)를 의미한다. 대부분의 경우, 신차는 4S 매장에서만 구매할 수 있다.
중국 자동차 딜러십의 이윤은 다른 세계에 비해 상당히 높으며, 대부분의 경우 10%에 달한다. 이는 제조업체가 발표하는 '불투명한 송장 가격'과 빠른 배송에 대해 부과하는 프리미엄 때문인 것으로 추정된다. 대부분의 고객이 지식이 부족하여 딜러는 애드온을 애프터마켓보다 훨씬 높은 가격으로 판매할 수 있다. 수요가 많은 신차의 경우, 즉시 배송 또는 주문 시 높은 프리미엄이 추가된다. 정부나 협회에 의한 규제는 없지만, 일부 소매업체는 중국 자동차 딜러 협회(CADA)의 회원이다.

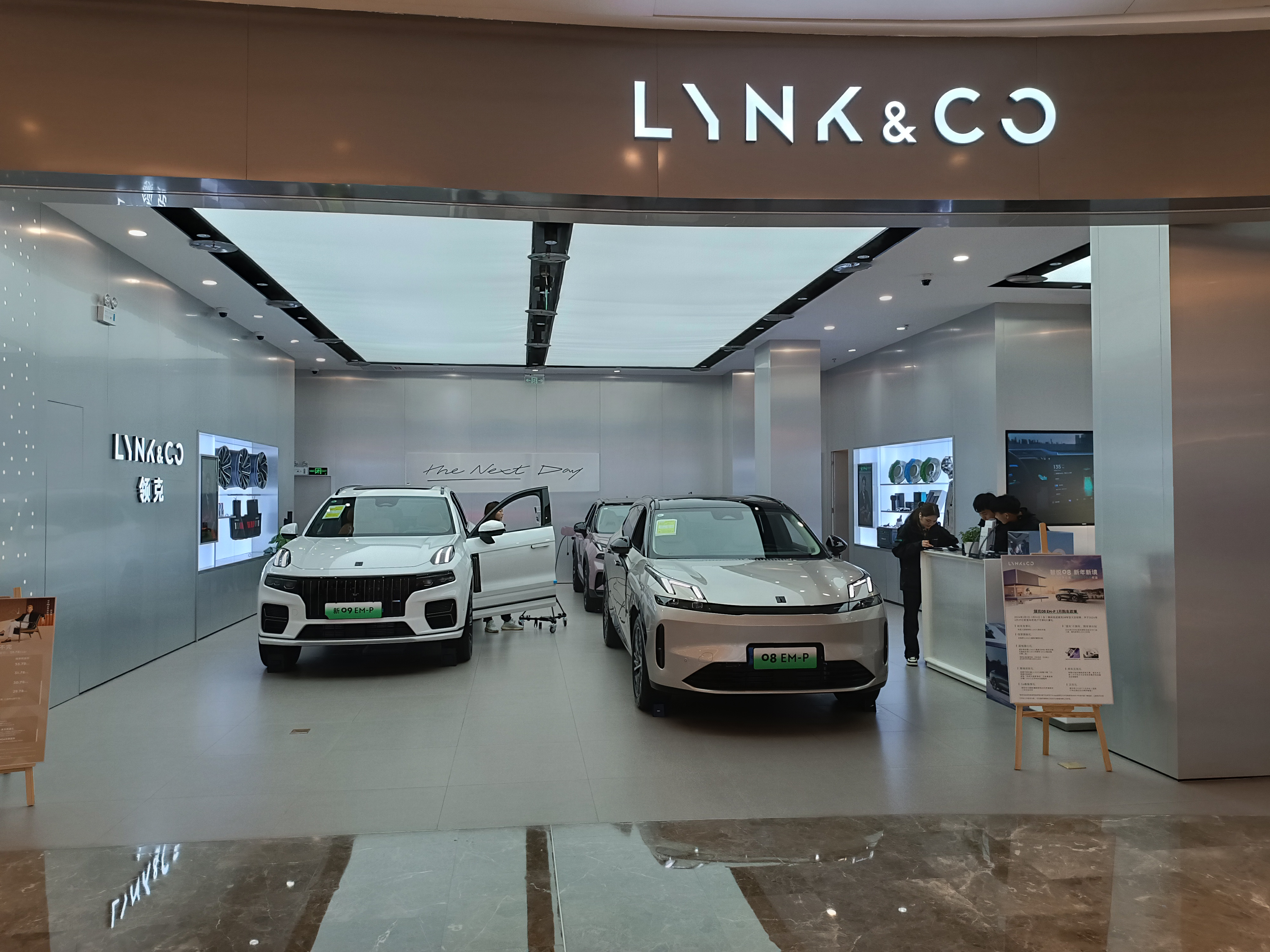
선전의 쇼핑몰에 있는 링크 & 코 쇼룸, 고객에게 직접 차량을 판매한다.

직접 판매는 중국에서 허용되며, 2020년대에 신에너지 차량 브랜드의 주도로 인기를 얻었다. 니오, 샤오펑, 화웨이의 HIMA와 같은 많은 전기차 브랜드는 직접 판매 모델에 크게 또는 전적으로 의존한다. 전통적인 자동차 제조업체들도 이러한 판매 모델을 채택하기 시작했다. 이러한 현상은 전통적인 딜러십의 감소로 이어졌다.

### 명명법
중국의 자동차 브랜드 및 모델명은 일반적으로 제조사가 선택한 영어 이름과 중국어 이름이 모두 포함되는데, 외국 브랜드이든 국내 브랜드이든 영어 이름과 소리가 다르거나 관련이 없는 경우가 많다. 예를 들어, 토요타의 중국어 이름 "丰田", Fēngtián는 원래 이름과 소리가 다르지만, 일본어로는 같은 한자가 "도요타"를 의미한다. 반면, 마쓰다는 소리가 비슷한 음역 이름 "马自达", Mǎzìdá를 사용했다. 또 다른 예는 아이토로, 한자, 소리 또는 의미 면에서 전혀 관련 없는 중국어 이름 "问界", Wènjiè를 사용하며, 문자 그대로 "세상에 묻다"라는 의미이다.

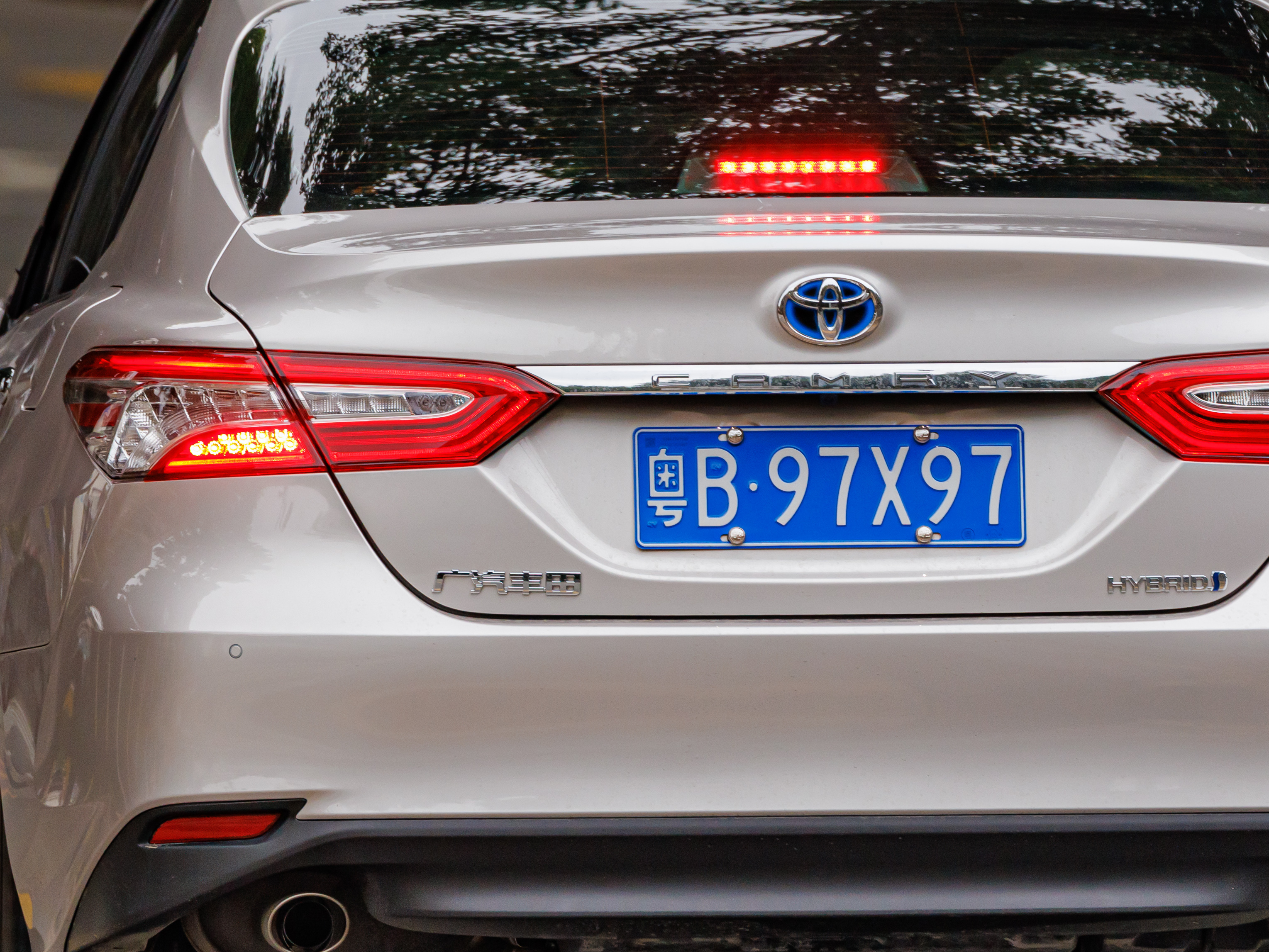
뒷면에 "广汽丰田"(GAC 토요타)라는 필수 배지가 있는 토요타 캠리

또 다른 중국 자동차 시장 현상은 현지 생산 차량 후면에 중국 한자로 제조사 이름을 표기해야 하는 의무이다. 이 표기는 2006년 2월 중국 정부가 시행한 "자동차 제품 외부 표기 관리 조치"에 의해 의무화되었으며, 제조사 이름을 특정 크기와 재질로 중국 한자로 표기해야 한다고 명시적으로 요구한다. 그 목적은 차량의 "중국산" 상태를 강조하기 위함이다. 이 규정은 수입 차량이나 수출 차량에는 적용되지 않는다.

## 친환경 차량

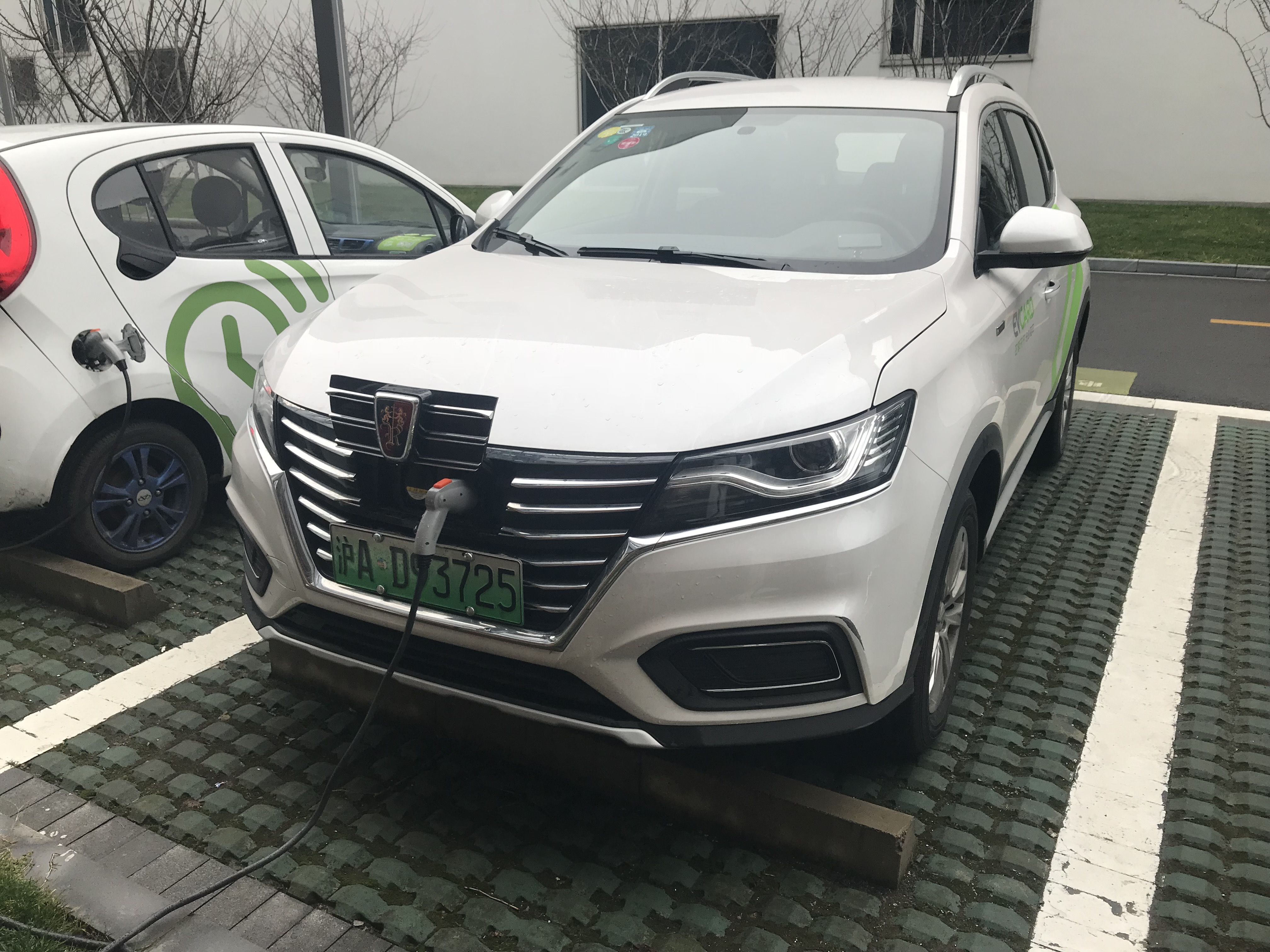
충전 중인 로위 eRX5 전기차. 중국의 신에너지 차량은 밝은 녹색 번호판으로 구분된다.

중국은 자동차 산업의 지속적인 성장을 유지하기 위해 깨끗하고 연료 효율적인 차량의 개발을 장려하고 있다(참조: 연비). 2007년 말까지 중국은 모든 유형 차량의 100km당 평균 연료 소비량을 10% 줄일 계획이다. 국가의 에너지 소비량을 최적화하는 데 도움이 되도록 대체 연료를 연소하는 차량의 비율이 증가할 것이다. 전기 및 하이브리드 차량은 물론 대체 연료 차량, 특히 CNG/LNG의 연구개발을 촉진하는 데 우선순위가 부여되었다.

### 환경 기준
2008년 3월 10일, 베이징은 경량 차량에 대해 유럽연합의 유로-4(Euro-4)와 동등한 중국-4(China-4) 배출 기준을 의무화한 최초의 도시가 되었다. 베이징은 2013년 1월과 2015년 8월에 각각 경량 및 중량 차량에 대한 배출 기준을 5단계 기준으로 전환했다. 2016년 4월 12일, 환경보호부(MEP)는 경량 차량에 대한 중국-6 기준 제안을 발표했다.

### 전기차
틀:Synthesis
심각한 대기 오염 문제와 끊임없이 증가하는 교통량으로 인해, 대체 에너지 차량 생산은 중국 정부의 주요 관심 분야이며, 그 결과 국가 및 지역 차원에서 여러 전기차 친화적인 정책이 등장했다. 많은 도시에서 전기차 소유주에게는 전통적인 차량의 경우 상당한 비용이 드는 무료 번호판이 제공되며, 등록 추첨 면제 혜택도 주어진다. 이러한 정책들은 중국에서 신에너지 차량에 대한 강한 관심을 불러일으켰다.
2015년 12월 현재 중국은 세계 최대 전기버스 시장이며, 2020년까지 전 세계 전기버스 시장의 50% 이상을 차지할 것으로 예상되었다. 중국은 또한 전기버스, 플러그인 트럭, 특히 위생/쓰레기 트럭을 포함한 플러그인 중장비 부문에서 세계 선두를 달리고 있다.

2011년부터 2021년까지 중국의 신에너지 차량 누적 판매량

정부는 새 번호판 대기 시간을 단축하고 전기차에 최대 40%의 정부 지원 할인 혜택을 제공하여 이러한 자동차 구매를 장려하고 있다. 2018년 신에너지 차량은 중국 신차 판매의 약 3%를 차지했다.
2018년 10월, 테슬라는 상하이 린강 지역에 전기차 제조 공장 건설을 위해 토지를 매입했다. 당시 폭스바겐은 이미 전기차 공장 건설을 시작했으며, 연간 30만 대의 SAIC-폭스바겐 MEB 플랫폼 차량 생산 능력을 계획하고 있었다.
2022년 현재, 중국 자동차 산업의 주요 전기차 업체는 BYD 오토, 테슬라 차이나, SAIC-GM-울링, GAC 아이온, 창안 자동차 등이 있다. 이 다섯 개 회사는 합쳐서 50% 이상의 시장 점유율을 차지했다. 중국 자동차 무역 단체의 자료에 따르면, 2024년 10월까지 전 세계 전기차 판매에서 중국 브랜드가 76%를 차지했다.

#### 정부 정책
중국 중앙 정부의 주요 웹사이트에 발표된 중국 자동차 산업 계획은 전기 승용차와 플러그인 하이브리드 차량과 같은 신에너지 차량 50만 대를 생산할 역량을 구축하는 것을 목표로 한다고 밝혔다. 이 계획은 이러한 신에너지 차량의 판매를 중국 승용차 판매의 약 5%를 차지하도록 늘리는 것을 목표로 한다. 2010년 베이징 모터쇼에서는 20여 대 이상의 전기차가 전시되었는데, 대부분이 국산차였다. 2010년 5월 현재, 최소 10개의 순수 전기 모델이 대량 생산 궤도에 오른 것으로 보고되었다.

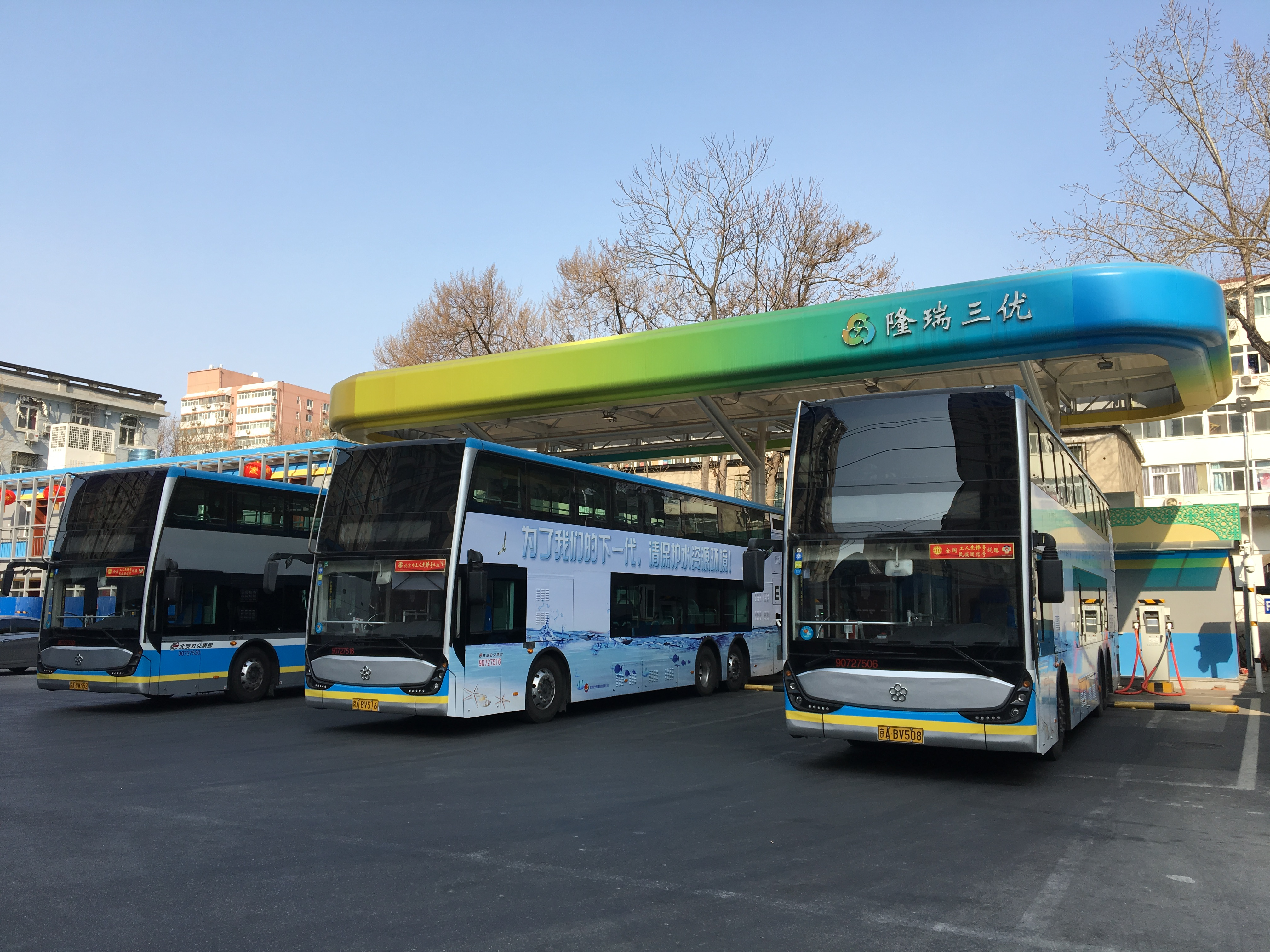
베이징의 충전소에 있는 전기버스들. 베이징은 정부 전기차 보조금이 우선적으로 지원되는 도시 중 하나이다.

2009년 중국 정부는 10개 도시에서 플러그인 하이브리드 및 전기차와 버스 구매에 보조금을 지급하는 정책을 시행했다. 승용차 단위당 보조금은 4,000 런민비에서 60,000 런민비 사이였다. 베이징, 시안과 같은 10개 주요 도시에서는 중국 전기차 생산업체들이 택시 회사들과 긴밀히 협력하여 다중 교대 근무 시행과 같은 핵심 배터리 기술을 개선하기 위한 운영 솔루션을 마련했다.
2020년 11월 2일, 중국 정부는 배출량 감소와 함께 지속 가능한 자동차 미래를 달성하기 위해 "신에너지 차량 산업 발전 계획 (2021–2035)"을 발표했다. 이 계획은 전기차 산업 강화를 목표로 하는 지원 정책의 일환이다. 2023년 6월 21일, 중국은 신에너지 차량에 대한 4년 동안의 세금 감면 혜택을 제공하는 5,200억 런민비 (723억 미국 달러) 규모의 중요한 세금 인센티브 패키지를 공개했다. 이 패키지는 2024년과 2025년에 구매하는 전기차에 대해 취득세를 전액 면제하여 차량당 최대 30,000 런민비 (4,170 미국 달러)의 잠재적 절감 효과를 제공한다. 2026년부터 2027년까지는 면제액이 절반으로 줄어들고 최대 15,000 런민비 (2,078 미국 달러)로 제한된다. 이 이니셔티브는 부진한 자동차 판매 속에서 자동차 산업 성장을 촉진하는 것을 목표로 한다. 선전과 상하이와 같은 지역도 재정 지원 및 해당 지역의 성장을 촉진하기 위한 이행 계획을 포함하여 전기차 산업을 지원하는 지역 이니셔티브를 도입했다.

## 수출

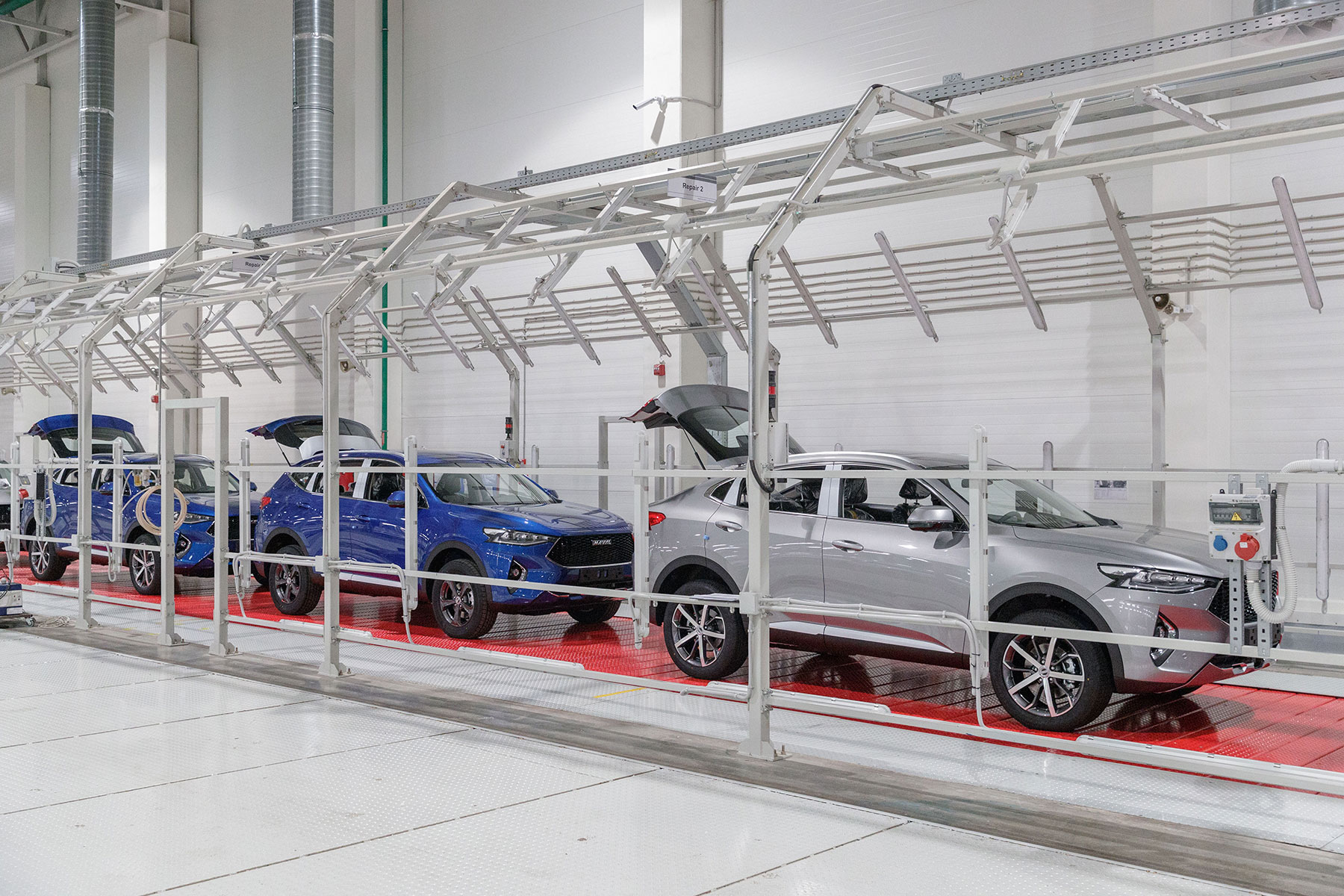
만리장성 자동차는 넉다운 키트 형태로 일부 자동차를 러시아로 수출하며, 툴라주에 있는 하발 공장에서 조립된다.

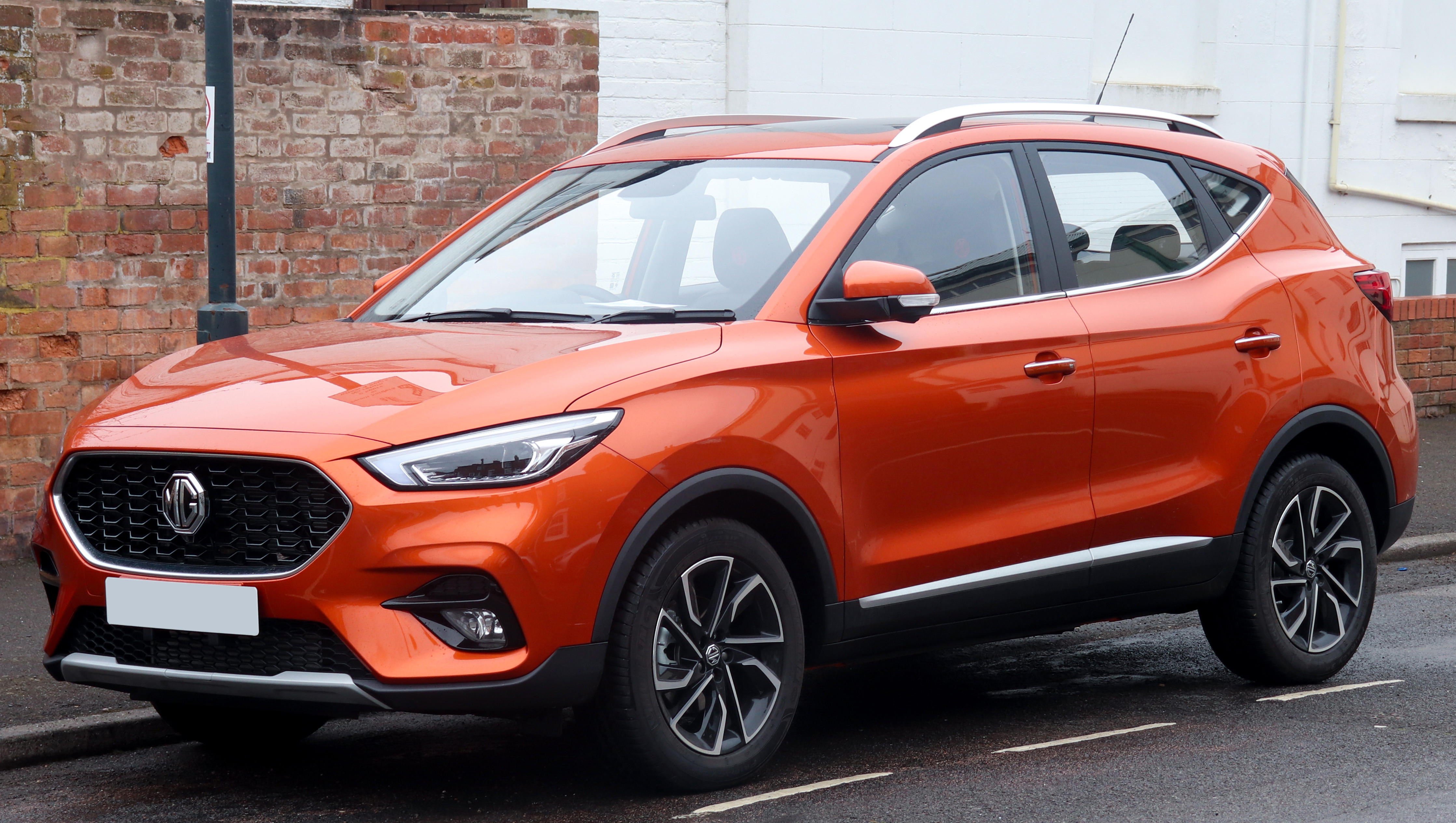
MG ZS는 2023년 가장 많이 수출된 중국 자동차 모델로, 총 25만 1천 대가 해외에서 판매되었다.

2012년 중국 자동차 수출량은 연간 약 100만 대였으며, 대부분 신흥 시장으로 향했다. 2022년까지 중국 자동차 수출량은 311만 대에 달하며 전 세계 2위를 기록했다. 국내 생산량 2,700만 대 중 대부분은 여전히 국내 판매가 차지했다. 전기차 판매량은 67만 9천 대를 기록했다. 2023년 중국은 일본을 제치고 세계 최대 자동차 수출국이 되었다. 수출량 증가는 전기차 수요 증가에 기여했다.
중국 현지 제조업체와 달리 합작 투자 제조업체는 수익의 50%를 현지 파트너와 공유해야 하므로, 다른 곳의 완전 소유 공장에서 수출하여 모든 수익을 유지하는 것과 달리 중국에서 차량을 수출하는 것을 꺼렸다. 초기 시대의 주목할 만한 예외로는 2003년 유럽 수출용 차량 생산을 위해 차이나 혼다 자동차를 설립한 혼다와, 2004년 호주로 폭스바겐 폴로를 수출한 SAIC-VW가 있었다. 과잉 생산 능력, 낮은 생산 비용, 그리고 더 접근하기 쉬운 전기차 공급망의 결과로, SAIC-GM, 창안 포드 및 장링 자동차 (2018년부터), 베이징 현대자동차 (2018년부터), 위에다 기아 (2018년부터), 둥펑 혼다 및 GAC 혼다 (2023년부터), 그리고 기타 합작 투자 회사들이 중국에서 해외 시장으로 차량을 선적하기 시작했다.
맥킨지 보고서에 따르면, 중국 자동차 회사들은 최근 몇 년간 해외 시장에서 좋은 성과를 보였지만, 그들의 운영 모델은 여전히 "순수 수출"에 기반하고 있어, 수년간 해외 시장에 깊이 관여해 온 국제 자동차 회사들에 비해 덜 성숙하다. 예를 들어, 일본 자동차 제조업체의 판매 중 약 40%만이 일본에서 생산되는 반면, 60%는 해외 시장에서 생산 및 판매된다.

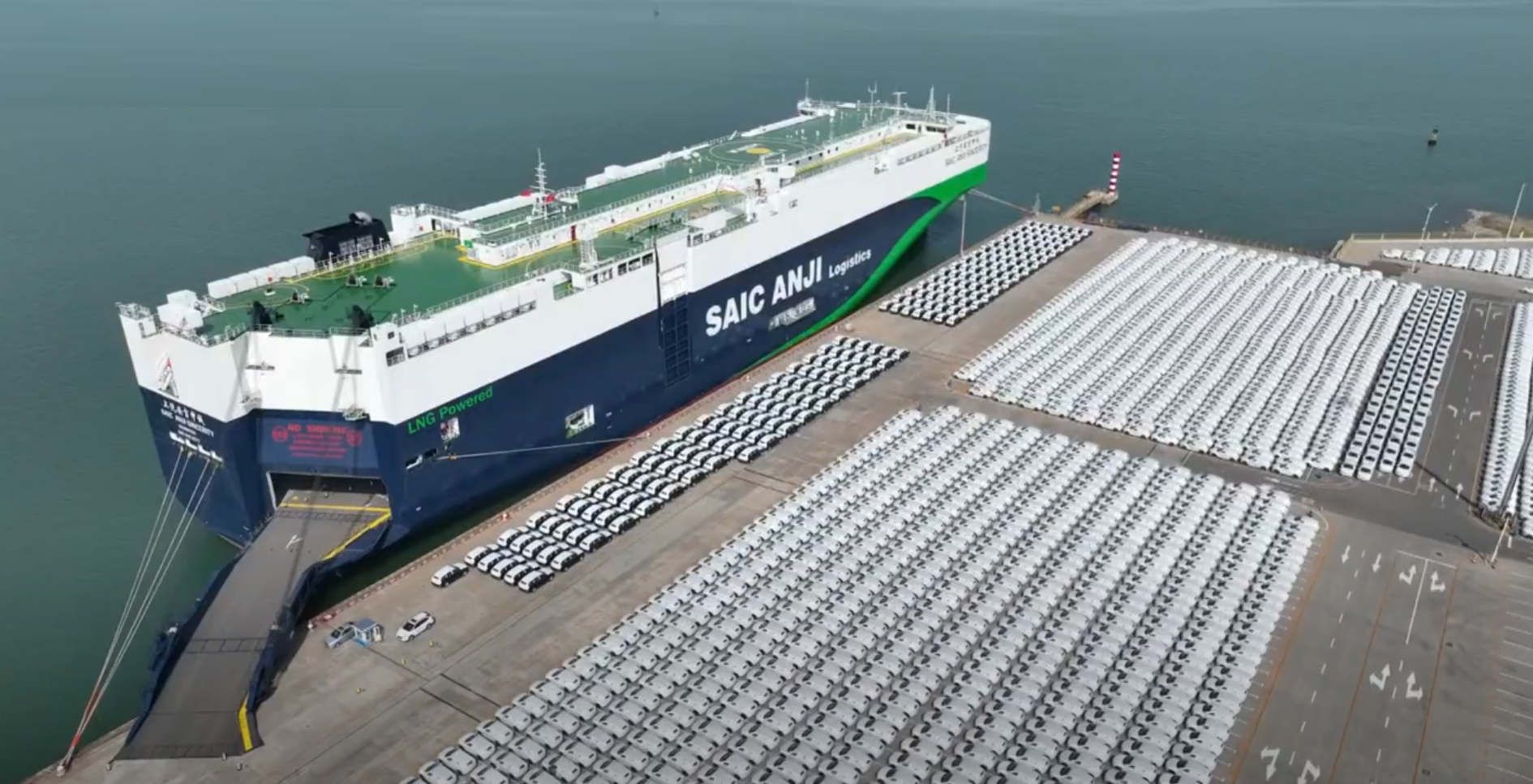
톈진 항구에 정박한 SAIC 안지 물류 소유의 로로선

중국의 일대일로는 국가 자동차 산업에 추진력을 부여했는데, 일대일로 회원국들이 비일대일로 회원국에 비해 중국 자동차 수출을 거의 두 배 더 많이 받는 경향이 있기 때문이다. 적어도 2024년 현재, 중국 전기차 산업은 동남아시아를 포함한 개발도상국 시장에서 강력한 경쟁 우위를 점하고 있다.(pp. 58–59)
| 연도 | 총계      | 승용차    | 상용차  |
| ---- | --------- | --------- | ------- |
| 2010 | 544,900   | 283,000   | 261,900 |
| 2011 | 814,000   | 476,100   | 338,200 |
| 2012 | 1,056,100 | 661,200   | 394,900 |
| 2013 | 977,300   | 596,300   | 381,000 |
| 2014 | 910,400   | 533,000   | 377,300 |
| 2015 | 699,400   | 345,400   | 354,000 |
| 2016 | 708,000   | 477,000   | 231,000 |
| 2017 | 891,000   | 639,000   | 252,000 |
| 2018 | 1,041,000 | 758,000   | 283,000 |
| 2019 | 1,024,000 | 725,000   | 299,000 |
| 2020 | 995,000   | 760,000   | 235,000 |
| 2021 | 2,015,000 | 1,614,000 | 402,000 |
| 2022 | 3,111,000 | 2,529,000 | 582,000 |
| 2023 | 5,220,000 | 4,450,000 | 770,000 |
| 2024 | 5,859,000 | 4,955,000 | 904,000 |

| 1  | 체리   | 1,144,000 | SAIC   | 1,090,000 | SAIC     | 906,000 | SAIC     | 598,000 | SAIC     | 323,000 | SAIC     | 285,000 | SAIC | 238,200 |      |        |      |        |
| 2  | SAIC   | 929,000   | 체리   | 925,000   | 체리     | 452,000 | 체리     | 269,000 | 체리     | 114,000 | 체리     | 96,000  | 체리 | 122,900 |      |        |      |        |
| 3  | 창안   | 536,000   | 지리   | 408,000   | 테슬라   | 271,000 | 테슬라   | 163,000 | 창안     | 82,000  | 둥펑     | 86,000  | BAIC | 77,000  |      |        |      |        |
| 4  | 지리   | 532,000   | 창안   | 358,000   | 창안     | 249,000 | 창안     | 159,000 | 지리     | 73,000  | BAIC     | 80,000  | JAC  | 74,800  |      |        |      |        |
| 5  | GWM    | 453,000   | 테슬라 | 344,000   | 둥펑     | 242,000 | 둥펑     | 154,000 | GWM      | 70,000  | GWM      | 65,000  | 둥펑 | 73,800  |      |        |      |        |
| 6  | BYD    | 433,000   | GWM    | 316,000   | 둥펑     | 242,000 | GWM      | 173,000 | 지리     | 198,000 | GWM      | 143,000 | 둥펑 | 69,000  | GWM  | 65,000 | 창안 | 61,400 |
| 7  | BAIC   | 274,000   | BYD    | 252,000   | GWM      | 173,000 | 지리     | 115,000 | 둥펑     | 69,000  | BAIC     | 54,000  | 지리 | 58,000  | 볼보 | 55,800 |      |        |
| 8  | 테슬라 | 260,000   | 둥펑   | 231,000   | JAC      | 115,000 | BAIC     | 81,000  | 볼보     | 41,000  | JAC      | 45,000  | GWM  | 47,000  |      |        |      |        |
| 9  | JAC    | 249,000   | BAIC   | 190,000   | BAIC     | 110,000 | JAC      | 74,000  | JAC      | 37,000  | 볼보     | 44,000  | FAW  | 43,600  |      |        |      |        |
| 10 | 둥펑   | 246,000   | JAC    | 170,000   | 시노트럭 | 83,000  | 시노트럭 | 54,000  | 시노트럭 | 31,000  | 시노트럭 | 40,000  | 화천 | 43,400  |      |        |      |        |

^ SAIC의 수치에는 SAIC-GM과 SAIC-GM-우링이 포함된다. 

## 외국 관세 및 제한
2020년대 들어 중국산 자동차 수출은 눈에 띄게 증가했다. 그러나 해외 시장에서 중국산 자동차의 존재감은 덤핑, 국가 보조금, 생산 과잉, 국가안전보장, 강제 노동 등의 의혹으로 인해 관세 및 제한 강화로 이어졌다. 비평가들은 이러한 의혹이 보호무역의 정당화라고 주장한다.

### 미국
강제 기술이전 의혹에 대응하여 미국은 2017년 1974년 통상법 301조에 따라 조사를 시작했다.
도널드 트럼프 대통령 재임 기간 동안 미국은 중국산 자동차에 대해 27.5%의 강력한 관세를 부과했으며, 조 바이든 대통령의 2022년 인플레이션 감축법의 보호무역적인 세액 공제(북미에서의 전기차 및 배터리 생산을 장려)로 이를 더욱 강화했다. 또한, 미국 양당 지도자들의 대중국 적대감은 중국 자동차 제조업체들이 미국 시장에 진출하는 것을 어렵게 만든다.
2023년 11월, 미국 하원 중국 공산당 전략적 경쟁 특별위원회는 미국 무역대표부에 중국산 차량에 대한 관세를 추가로 인상하고 멕시코에서 중국 기업이 미국으로 수출하는 것을 막을 방법을 조사하여 미국 자동차 산업을 보호할 것을 요청했다. 2023년 12월, 미국 정부는 이사회 의석의 25% 이상이 중국에 의해 통제되는 기업으로부터 부품을 사용하는 차량은 7,500달러의 보조금 자격을 박탈하는 전기차 세금 공제 규정을 발표했다.
2024년 2월, 미국 정부는 신장의 강제 노동으로 일부 부품이 생산되었다고 주장하며 위구르 강제노동 방지법에 따라 폭스바겐 차량 여러 모델의 수입을 차단했다. 폭스바겐은 이전에 제3자 감사에서 직원들 사이에서 강제 노동의 징후나 증거를 찾을 수 없었다고 주장하며 이 혐의를 부인했다.
2024년 4월, 미국 재무부 장관 재닛 옐런이 중국을 방문했을 때, 그녀는 중국 자동차 산업이 과잉 생산 상태이며 미국 노동자들과 기업들에게 불리한 조건을 조성하고 있다고 비난했다. 일부 산업 관측통들은 미국이 제기한 과잉 생산 문제가 보호무역의 변명이라고 보고 있다.
2024년 5월, 지나 러몬도 미국 상무부 장관은 미국이 국가안보상의 이유로 중국 차량을 금지하거나 제한할 수 있는 "극단적인 조치"를 취할 수 있다고 밝혔다. 조 바이든 미국 대통령은 이후 중국산 전기차에 대한 관세를 인상하여 25%에서 100% 이상으로 4배 인상했다. IMF는 전기차를 포함한 중국산 제품에 대한 바이든 행정부의 관세 인상 결정에 대해 비판하며 미국에 개방적인 무역 정책을 유지할 것을 촉구했다.

### 캐나다
2024년 8월, 캐나다는 다른 관세 외에 중국산 전기차에 100% 관세를 부과한다고 발표했다.

### 유럽 연합
2023년 9월, 우르줄라 폰데어라이엔 유럽 연합 집행위원회 위원장은 EU가 중국 전기차 제조업체에 대한 보조금 반대 조사를 시작할 것이라고 발표했다. 폰데어라이엔은 전 세계 시장이 더 저렴한 중국 전기차로 "넘쳐나고" 있으며, 이들의 가격은 EU 시장을 왜곡하는 막대한 국가 보조금으로 인해 인위적으로 낮게 유지되고 있다고 주장한다. 중국 신문 인민일보는 EU가 제안한 조사가 "공정 경쟁"이라는 이름 아래 보호무역을 시행하는 것이라고 밝혔다. 카를루스 타바르스스텔란티스 CEO는 이 조사를 비판하며, 이는 글로벌 무역 문제를 해결하는 최적의 접근 방식이 아니라고 밝혔다. 그는 도전 과제를 해결하고 경쟁을 촉진하기 위해 글로벌 관점이 필요하다고 강조하며, 유럽 정치인들에게 경쟁력 있는 가격의 차량을 제공하는 중국 경쟁업체들과 경쟁하는 지역 자동차 제조업체들을 지원할 것을 촉구했다.
중국 기업들은 중국 국내 시장보다 EU에서 훨씬 높은 가격과 더 큰 이윤으로 자동차를 판매할 수 있었다. 리튬 그룹 연구에 따르면, 유럽 시장으로의 수출을 매력적이지 않게 만들려면 약 45~55%의 유럽 관세가 필요할 것이다.
EU의 반보조금 조사에 따라, 2024년 6월, 유럽 연합 집행위원회 (EC)는 중국산 전기차에 대한 새로운 관세 (모든 외국산 차량에 대한 기존 10% 관세에 추가)를 발표했으며, 이는 2024년 7월 4일부터 발효되었다. 분석가들은 10%에서 25% 사이의 관세를 예상했지만, EC는 최대 38.1%의 관세를 부과할 것이다. BYD가 생산한 전기차는 17.4%의 수입 관세에 직면하고, 지리 자동차의 차량은 20%의 관세가 부과될 것이며, 국영 SAIC 모터의 차량은 가장 높은 38.1%의 관세가 부과될 것이다. 조사를 받지 않거나 정보를 제공하지 않은 제조업체는 최대 38.1%의 관세에 직면하며, 협력한 제조업체는 21%의 관세가 부과될 것이다. 6월 26일, 영향을 받는 기업들로부터 추가 정보를 받은 후, EU는 SAIC에 대해 제안된 관세를 38.1%에서 37.6%로, 지리에 대해 20%에서 19.9%로 낮췄다.
중국 상무부는 EU가 사실, WTO 규정, 중국의 반대, 그리고 다양한 EU 회원국 및 산업의 요구를 "무시"했다고 비판했다. 올라프 숄츠 독일 총리는 중국과의 자동차 무역 제한에 대해 경고하며 시장 개방의 중요성을 강조했다. 폭스바겐과 BMW를 포함한 독일 자동차 제조업체들은 2022년에 중국에서 총 460만 대의 자동차를 판매했으며, 무역 긴장이 심화될 경우 상당한 영향을 받을 것이다. 메르세데스-벤츠를 포함한 서구 제조업체들은 시장 개방성에 대한 우려로 관세에 반대해왔다. 메르세데스-벤츠는 중국 시장이 주요 수출 시장이므로 취약한 입장에 있다. 폭스바겐은 이 결정의 시기가 전기차 수요에 불리하며, 잠재적인 무역 분쟁 심화에 대한 우려를 제기한다고 밝혔다.
2024년 7월, SAIC 모터는 반보조금 조사에 대한 청문회를 개최해 달라고 유럽 위원회에 공식적으로 요청할 것이라고 밝혔다. 이 회사는 유럽 위원회의 조사가 SAIC에게 배터리 관련 화학 성분을 포함한 상업적으로 민감한 정보를 공개하도록 요구했으며, 이는 정상적인 조사의 범위를 넘어선 것이므로 SAIC가 거부했다고 주장했다. 2024년 9월, EU는 중국 전기차 제조업체들이 제시한 최저 수입 가격 제안을 거부했다.
2024년 10월, EU 지도자들은 독일 등 5개국의 반대에도 불구하고 중국 전기차에 대한 추가 관세를 승인했다. 독일은 이 결정이 자국 자동차 산업에 해를 끼칠 수 있다고 경고했다. 유럽 위원회는 중국 제조업체에 대한 불공정한 국가 보조금을 발견한 후 잠정적으로 관세에 찬성했으며, 2024년 11월부터 5년간 최대 35.3%의 관세를 부과할 예정이었다. 프랑스와 이탈리아를 포함한 10개 회원국이 관세를 지지했지만, 독일과 헝가리는 국내 자동차 제조업체에 대한 잠재적 피해를 이유로 반대했다. 이 결정은 중국과의 무역 전쟁 우려를 불러일으켰고, 중국은 이 조치를 보호무역주의로 비난했다. 중국은 이에 대해 WTO에 불만을 제기했다.

#### 기술 이전 요구
2024년 11월, 파이낸셜 타임스는 EU가 중국 자동차 회사들에게 EU 보조금에 대한 대가로 유럽 기업들에게 기술을 이전하도록 요구할 계획이라고 보도했다. 이 제안은 중국 자동차 산업 내에서 광범위한 비판을 불러일으켰다.

### 튀르키예
2024년 6월, 튀르키예는 2024년 7월 7일부터 중국산 차량 수입에 대해 40%의 추가 관세 또는 최소 7,000 미국 달러의 관세 중 높은 금액을 부과한다고 시행했다. 이 결정은 튀르키예가 2023년에 중국산 전기차 수입에 추가 관세를 도입한 것에 이은 것이다. 튀르키예 정책의 근거는 국내 차량 생산을 보호하고 경상수지 적자를 줄이는 것이다. 체리 자동차와 같은 중국 자동차 브랜드는 관세를 피하기 위해 튀르키예에 생산 시설을 설립하는 것을 고려하고 있다. 2024년 7월, 튀르키예는 튀르키예에 투자한 기업은 새로운 관세에서 면제될 것이라고 발표했다.

### 인도
인도는 인도-중국 국경 분쟁과 중국발 투자에 대한 강경한 입장으로 인해 중국 자동차 제조업체의 투자 계획을 적극적으로 거부해왔다. 만리장성 자동차는 당초 10억 미국 달러 규모의 투자를 제안하고 2021년 제너럴 모터스 공장을 매입하여 제조를 시작할 계획이었으나, 규제 승인을 받지 못해 2022년 7월에 계획을 취소했다. 2023년 7월, BYD 오토는 인도의 엄격한 정부 심사로 인해 인도에서 자동차를 생산하기 위한 10억 미국 달러 규모의 투자 계획을 취소해야 했다. 이는 BYD 컴퍼니가 인도에서 전자 제품과 전기버스를 생산하며 16년간 활동했음에도 불구하고 "안보 우려"가 제기되었기 때문이다. MG 모터 인도는 현지 기업인 JSW 그룹이 회사 지분 35%를 인수할 때까지 모회사 SAIC 모터로부터 자본을 확보하는 데 인도 정부의 승인을 받는 데 어려움을 겪었다.

## 비판

### 기술 이전 정책
2010년대 서구 자동차 부문과 그 외 지역에서 강제 기술이전 의혹이 제기되었다. 비판의 중심은 정부의 합작 투자 정책이었는데, 이는 방대한 국내 시장에 대한 접근 대가로 기술 이전을 요구했다. 비판은 정부의 제11차 5개년 계획 이후 더욱 거세졌다. 이 계획은 첨단 기술 분야에서 기술 이전에 대한 보다 집중적인 접근 방식을 채택했다.